# Bacterie
Bacteriile sunt microorganisme procariote și alcătuiesc domeniul Bacteria (sinonim Eubacteria). Prezintă de cele mai multe ori o lungime de câțiva micrometri, dar sunt foarte diverse din punct de vedere morfologic, regăsindu-se sub formă sferică, alungită sau spiralată (elicoidală). Bacteriile au fost printre primele forme de viață care au apărut pe Pământ și sunt prezente în majoritatea habitatelor existente. Se regăsesc în sol, apă, izvoare termale, deșeuri radioactive, chiar și la adâncimi mari din scoarța terestră. Bacteriile trăiesc în relații de simbioză sau sunt uneori paraziți ai plantelor și animalelor. Majoritatea acestora nu au fost caracterizate, iar aproximativ doar jumătate dintre încrengăturile bacteriene cuprind specii care pot fi crescute în laborator. Știința care se ocupă cu studiul bacteriilor se numește bacteriologie și este o ramură a microbiologiei.
Într-un gram de sol se regăsesc aproximativ 40 milioane de celule bacteriene, iar într-un mililitru de apă dulce se regăsesc aproximativ 1 milion de celule bacteriene. Un calcul ar indica faptul că pe Pământ există circa 5×1030 bacterii, așadar acestea alcătuiesc o biomasă cu mult mai mare decât cea corespunzătoare plantelor și animalelor la un loc. Bacteriile sunt organisme vitale în multe cicluri ecologice, având rolul de circulare al nutrienților, precum este cazul fixării azotului din atmosfera terestră. Un alt exemplu este descompunerea cadavrelor, bacteriile fiind responsabile de etapele de putrefacție ale acestui proces.
În ecosistemele care au ca habitat izvoarele hidrotermale sau izvoarele reci, bacteriile extremofile joacă un rol esențial în aducerea aportului de nutrienți necesari pentru viață, prin transformarea unor compuși precum hidrogenul sulfurat și metanul în energie. În octombrie 2012, datele adunate de către cercetători au sugerat faptul că bacteriile prosperă în Groapa Marianelor, care este cel mai adânc punct de pe suprafața Pământului, fiind aflat la o adâncime de 11 kilometri. Alți cercetători au dedus prin studii similare faptul că bacteriile se dezvoltă chiar și în interiorul rocilor la o adâncime de 580 de metri sub fundul oceanic cu o adâncime de 2,6 kilometri, din apropierea coastei nord-vestice a Statelor Unite. Conform unuia dintre savanți, „Microbii pot fi întâlniți oriunde – sunt organisme extrem de adaptabile la orice condiții, și pot supraviețui oriunde se află.”
Nu de mult a fost demontat mitul conform căruia numărul de celule bacteriene din corpul uman îl depășește pe al celulelor umane în raport de 10:1. Aproximativ 39 de bilioane (39·1012 sau 3,9·1013) de celule bacteriene se află în microflora normală a unei persoane de referință de gen masculin, ce cântărește 70 kg și are o înălțime de 170 cm, numărul total de celule umane fiind de 30 de bilioane (30·1012). Așadar, deși numărul de bacterii este mai mare, acesta este doar cu 30% mai mare, nu cu 900%.
Cel mai mare număr de bacterii se regăsește în flora intestinală și de asemenea un mare procent este reprezentat și de microflora pielii. Vasta majoritate de specii bacteriene care trăiesc în corpul uman sunt considerate ca fiind inofensive, datorită mecanismelor de apărare specifice organismului, precum este sistemul imunitar. Există și bacterii care sunt chiar benefice, în special cele ce aparțin florei intestinale. În ciuda acestui fapt, unele specii sunt patogene și, odată pătrunse în organism, produc diverse boli infecțioase, printre care se numără holera, sifilisul, antraxul, lepra și ciuma bubonică. Cele mai comune patologii infecțioase bacteriene fatale sunt infecțiile respiratorii, tuberculoza fiind cauza de deces a aproximativ 2 milioane de persoane în fiecare an, cu precădere în Africa Subsahariană.
În țările dezvoltate, antibioticele sunt utilizate în tratamentul infecțiilor bacteriene, dar au aplicații și în domeniul agriculturii, ceea ce a dus la apariția unei probleme serioase, și anume fenomenul de rezistență la antibiotice. Bacteriile sunt extrem de folositoare în industrie, în epurarea apelor, în obținerea de produse lactate fermentate (precum brânza și iaurtul), în recuperarea aurului, paladiului, cuprului și a altor metale în industria minieră, în biotehnologie și în procesul de fabricație al unor antibiotice și al altor compuși chimici.
Deși erau considerate ca făcând parte din regnul Plantae, alcătuind clasa Schizomycetes, în prezent se consideră că bacteriile sunt organisme procariote. Spre deosebire de celulele eucariote, care sunt specifice organismelor vegetale și animale, bacteriile nu prezintă nucleu celular și rareori prezintă organite celulare delimitate de membrană. Chiar dacă în mod tradițional se considera că termenul de bacterie făcea referire la toate procariotele, a fost dezvoltată o nouă clasificare științifică, după descoperirea în anii 1990 a faptului că procariotele reunesc două grupuri distincte de organisme care au evoluat de la un strămoș comun. Cele două domenii au primit denumirile de Bacteria și Archaea.

## Istoria bacteriologiei

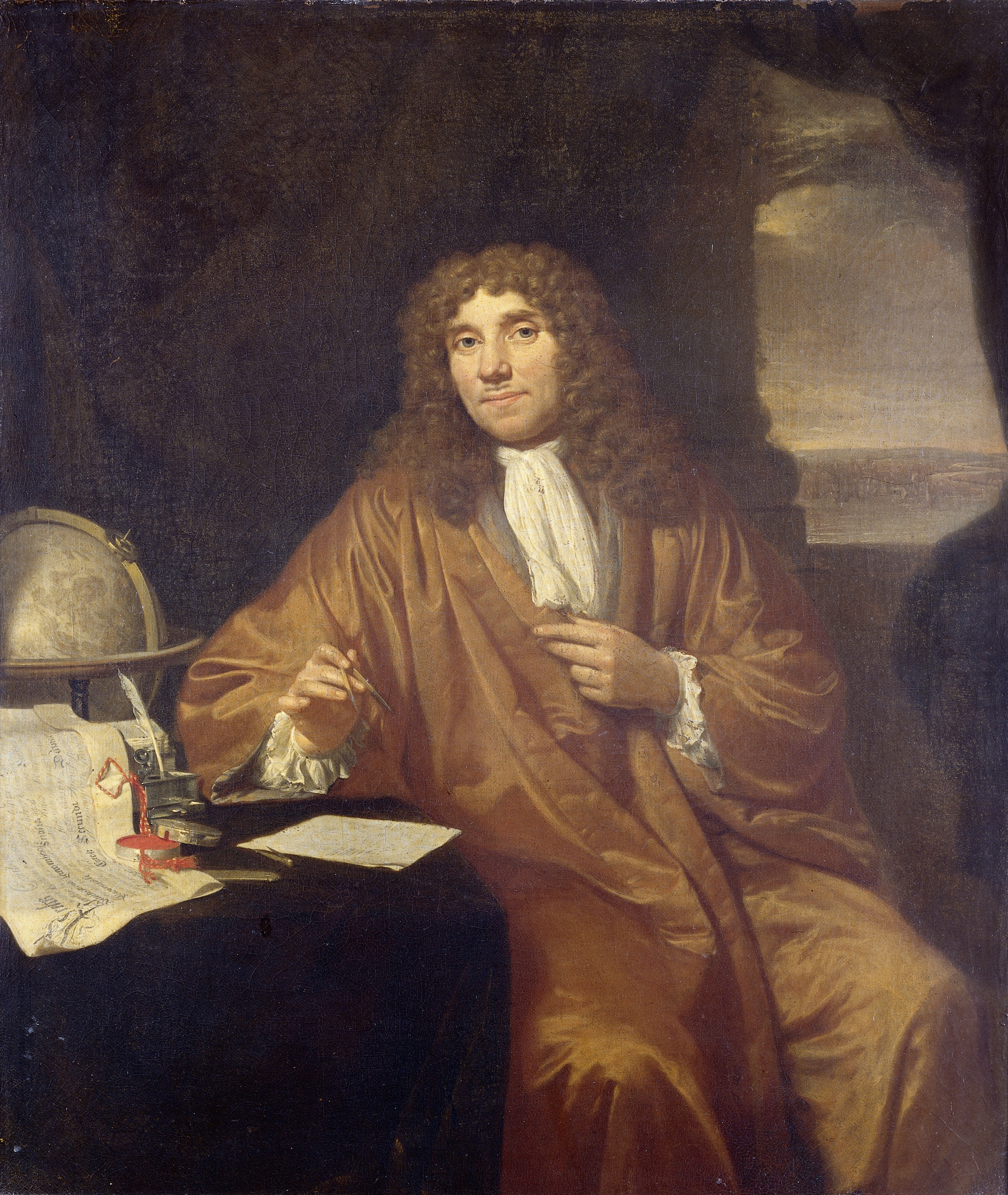
Antonie van Leeuwenhoek a fost primul microbiolog și prima persoană care a observat bacteriile utilizând un microscop.

Bacteriile au fost observate pentru prima dată în anul 1676 de către savantul danez Antonie van Leeuwenhoek, utilizând un microscop format din două lentile, pe care l-a construit însuși el. Ulterior, acesta a publicat rezultatele observațiilor sale într-o serie de scrisori trimise către Royal Society of London. Dintre toate studiile lui Leeuwenhoek, descoperirea bacteriilor este de departe cea mai remarcabilă. Bacteriile observate se aflau la limita structurilor pe care microscopul acestuia le putea observa și, în plus, următorul secol niciun alt om de știință nu a repetat această experiență. Leeuwenhoek a observat de asemenea și protozoarele, pe care le-a denumit animalculum, iar descoperirile sale au fost din nou privite prin prisma noilor descoperiri din domeniul teoriei celulare.
Christian Gottfried Ehrenberg a introdus termenul Bacterium în anul 1828. De fapt, termenul era folosit pentru un gen de bacterii alungite și nesporulate, spre deosebire de termenul Bacillus, introdus în anul 1835, care era folosit pentru un gen de bacterii alungite și sporulate (formatoare de spori). În anul 1859, Louis Pasteur a demonstrat faptul că dezvoltarea și creșterea microorganismelor este cauza procesului de fermentație și că această creștere nu este nicidecum cauzată de o generație spontană. Împreună cu Robert Koch, Pasteur a fost un susținător timpuriu al teoriei microbiene a bolilor.
Robert Koch, un pionier al microbiologiei medicale, a studiat îndeaproape patologii precum holera, antraxul și tuberculoza. În urma studiilor pe tuberculoză, Koch a demonstrat relația cauzală între un microb și boala produsă de acesta, primind astfel în anul 1905 Premiul Nobel pentru Fiziologie sau Medicină. Postulatele lui Koch reprezintă un set de patru criterii care ajută să se stabilească dacă un organism este agentul etiologic al unei boli, fiind în uz chiar și astăzi.

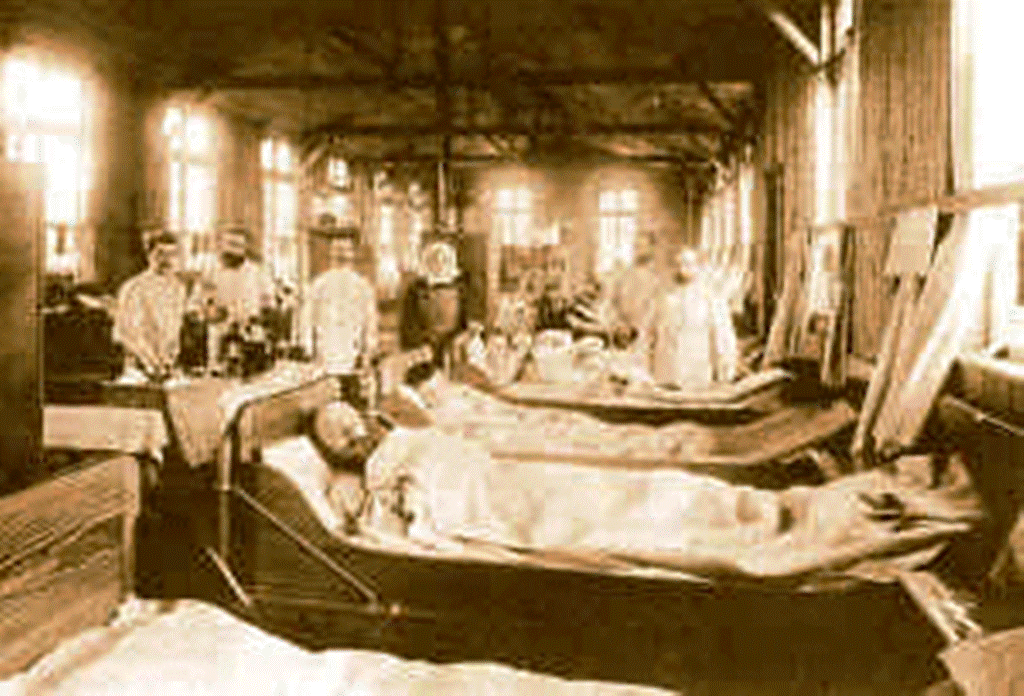
Pacienți bolnavi de holeră, boală care este cauzată de Vibrio cholerae (vibrionul holeric).

Ferdinand Cohn este considerat a fi unul dintre fondatorii bacteriologiei, studiile sale datând din 1870. Acesta a fost primul care a clasificat bacteriile pe baza morfologiei lor.
Deși în secolul al XIX-lea se cunoștea faptul că bacteriile sunt cauza multor boli, la acea vreme nu exista niciun tratament antibacterian eficient. În 1910, Paul Ehrlich a dezvoltat primul antibiotic, prin modificări structurale ale coloranților care colorau Treponema pallidum (spirocheta care este agentul etiologic al sifilisului). Astfel, acesta a obținut noi compuși bactericizi, selectivi pentru agentul patogen. Ehrlich a primit în anul 1908 Premiul Nobel pentru studiile sale din domeniul imunologiei și a fost un pionier al utilizării metodelor de colorație pentru detectarea și identificarea bacteriilor. Pe baza lucrărilor sale, a fost dezvoltată colorația Gram și ulterior colorația Ziehl-Neelsen.
Un mare pas înainte în domeniu bacteriologiei a fost descoperirea din anul 1977 a lui Carl Woese, care a concluzionat faptul că arheele prezintă o linie evolutivă diferită de cea a bacteriilor. Această nouă taxonomie filogenetică a fost demonstrată prin secvențierea ARN-ului ribozomal de tip 16S și a dus la divizarea organismelor procariote în două domenii evolutive și respectiv începerea utilizării unui sistem de clasificare biologică bazat pe trei domenii (Archaea, Bacteria, Eukaryota).

### Etimologie
Termenul bacteria este forma de plural a cuvântului neolatin bacterium, care este forma latinizată a termenului grecesc βακτήριον (bakterion), forma de diminutiv a βακτηρία (bakteria), care înseamnă „baston”. Această denumire provine de la faptul că primele bacterii care au fost descoperite aveau formă de bastonaș (bacil).

## Origine și evoluție
Strămoșii bacteriilor care trăiesc în ziua de azi erau microorganisme unicelulare, cel mai probabil primele forme de viață de pe Pământ, și au apărut acum aproximativ 4 miliarde de ani. Timp de 3 miliarde de ani, majoritatea organismelor vii erau microscopice, iar bacteriile și arhebacteriile erau formele dominante de viață. Deși au fost identificate bacterii fosile, precum sunt stromatolitele, acestea nu oferă niciun detaliu distinctiv legat de morfologia lor, ceea ce duce la imposibilitatea de a examina istoria evolutivă a bacteriilor. Totuși, secvențele de gene pot fi folosite pentru reconstrucția filogeniei bacteriene, iar aceste studii indică faptul că bacteriile au evoluat din ramura arhebacterii/eucariote.
În prezent se pune întrebarea dacă primele organisme procariote care au apărut au fost bacteriile sau arheele. Unii oameni de știință sunt de părere că domeniul Bacteria este mai vechi decât domeniul Archaea și că domeniul Eukarya a derivat de la acesta, în timp ce alții consideră că domeniul cel mai vechi este Archaea. Se crede că cel mai recent strămoș comun al bacteriilor și arhebacteriilor este un organism hipertermofil care a trăit acum 2,5-3,2 miliarde de ani. În schimb, alți savanți susțin faptul că ambele domenii sunt relativ recente (de aproximativ 900 de milioane de ani) și că au evoluat pornind de la o bacterie Gram-pozitivă (cel mai probabil o actinobacterie), care a dat naștere cladei Neomura prin înlocuirea peretelui de peptidoglican cu un perete glicoproteic.
Bacteriile au luat parte la a doua divergență evolutivă majoră, anume cea a arhebacteriilor și eucariotelor. În cazul organismelor eucariote, evoluția a avut loc prin asocierea endosimbiotică a bacteriilor. Acest fenomen a însemnat ingerarea de către celulele proto-eucariote a unor simbionți alfa-proteobacterieni, ceea ce a dus la transformarea acestora în organite precum mitocondrii sau hidrogenozomi, încă prezente în celulele eucariote. Ulterior, unele celule eucariote care deja conțineau mitocondrii au ingerat organisme de tip cianobacterii, ceea ce a dus la formarea cloroplastelor la alge și la plante. Acest fenomen este cunoscut sub denumirea de endosimbioză primară. Prin fenomene ulterioare de endosimbioză secundară, au apărut organisme autotrofe eucariote, organisme cheie în dezvoltarea vieții marine.

## Morfologie bacteriană

Bacteriile prezintă o mare varietate de morfologii celulare și de asocieri

### Mărimi și forme
Bacteriile prezintă o mare varietate de forme și dimensiuni, iar forma este un criteriu important de clasificare și identificare a bacteriilor, aceasta variind în funcție de vârstă și de factori ereditari specifici, uneori depinzând chiar și de mediul de cultură. Celulele bacteriene măsoară aproximativ o zecime din lungimea unei celule eucariote și au o lungime de 0,5 până la 5 micrometri. Există și unele excepții, cum este cazul a două specii care sunt vizibile cu ochiul liber: Thiomargarita namibiensis are jumătate de milimetru în lungime, iar Epulopiscium fishelsoni poate ajunge chiar la 0,7 mm. Printre cele mai mici bacterii se numără speciile din genul Mycoplasma, care măsoară doar 0,3 micrometri, comparabil cu dimensiunea celor mai mari virusuri. Unele bacterii pot fi chiar mai mici în dimensiune, însă asemenea specii nu au fost încă studiate îndeajuns.
Majoritatea speciilor bacteriene prezintă ori formă sferică, fiind în acest caz coci (din grecescul kókkos, „sămânță”), ori formă cilindrică sau alungită, de bastonaș, fiind în acest caz bacili (din latinescul baculus, „băț”). La coci se pot deosebi și mai multe varietăți, fiind ovoidali, lanceolați sau reniformi, iar bacilii pot avea capete drepte (Bacillus anthracis), rotunjite (Escherichia coli) sau ascuțite (Fusiobacterium fusiforme). Unele bacterii se aseamănă cu o virgulă, fiind în acest caz vibrioni, iar altele prezintă formă spiralată sau elicoidală, asemănător formei literei S, având spire neregulate sau regulate, fiind în acest caz spirili sau spirochete. Mai pot avea formă de filament, care ajunge la zeci de microni lungime, fără  a prezenta diviziuni transversale. Există de asemenea pe lângă aceste forme principale de observație și forme specifice și anume speciile pedunculate și cele filamentoase (neramificate, pseudoramificate și ramificate). Au fost descrise și câteva specii cu forme neobișnuite, precum sunt bacteriile stelate. Principalii factori care determină această mare varietate de forme bacteriene sunt peretele celular și citoscheletul, iar forma are o importantă influență asupra capacității bacteriei de a procura nutrienții din mediu, de a se atașa de suprafețe, de a se deplasa prin medii lichide și de a scăpa de prădători.

Diferitele mărimi pe care le prezintă procariotele, în comparație cu cele ale altor organisme și biomolecule.

### Grupări și asocieri
Multe specii bacteriene trăiesc solitare, ca celule izolate, dar unele se asociază în anumite formate specifice: speciile de Neisseria se asociază în diplococi (în pereche), Streptococcus formează lanțuri lungi, iar Staphylococcus se grupează sub formă de ciorchine de strugure. Cocii formează tetrada și sarcina, care sunt grupări constituite din patru, respectiv opt bacterii. Tetrada se formează prin înmulțirea într-un singur plan, dar în două direcții, iar sarcina prin înmulțire în două planuri distincte. Gruparea în palisadă este proprie bacililor și are loc atunci când aceștia sunt dispuși în paralel. Bacteriile se pot grupa chiar și în număr mari mare, formând structuri multicelulare, precum sunt filamentele alungite de Actinobacteria, agregatele de Myxobacteria și hifele complexe de Streptomyces. Aceste structuri multicelulare sunt adesea observate doar în condiții specifice. De exemplu, în mediile sărace în aminoacizi, speciile de Myxobacteria detectează prezența celulelor apropiate printr-un proces denumit detectare de cvorum, migrează una către cealaltă și se agregă, formând structuri ce ating lungimi de 500 μm și care sunt alcătuite din aproximativ 100.000 de celule. În aceste structuri, fiecare bacterie va îndeplini un anumit rol; de exemplu, aproximativ una din zece celule migrează către partea superioară și se diferențiază într-un myxospor, o formă specializată, în stare latentă, mult mai rezistentă la uscăciune și la alte condiții neprielnice de mediu.
Bacteriile se pot atașa de suprafețe și pot forma agregate cunoscute sub denumirea de biofilme, sau formațiuni chiar mai mari în dimensiune. Biofilmele și asocierile mai mari pot măsura de la câțiva micrometri în grosime până la o jumătate de metru, și pot fi formate din mai multe specii bacteriene, protiste și arhee. Bacteriile care viețuiesc în biofilme prezintă un aranjament complex al componentelor celulare și extracelulare, formând și structuri secundare, precum microcoloniile, care au rețele complexe de canale ce permit o mai bună difuzie a nutrienților. În mediul natural, de exemplu pe sol sau la suprafața plantelor, majoritatea bacteriilor sunt atașate de suprafețe în biofilme. Biofilmele prezintă o importanță în domeniul medical, deoarece aceste structuri se formează în urma unor infecții bacteriene cronice sau în infecții localizate la nivelul dispozitivelor medicale implantate. Bacteriile care conviețuiesc în biofilme sunt mult mai dificil de distrus, în comparație cu bacteriile izolate.

## Structură celulară

Structura unei celule bacteriene:
A-Pili; B-Ribozomi; C-Capsula; D-Perete celular; E-Flagel; F-Citoplasmă; G-Vacuolă; H-Plasmid; I-Nucleoid; J-Membrană citoplasmatică.

Bacteriile sunt organisme cu structură relativ simplă și cu dimensiuni reduse. Frecvent măsoară doar 0,5-1,5 μm, dar bacilii pot ajunge la o lungime de 7-8 μm. Sunt organisme procariote, așadar pentru ele este caracteristică lipsa unui nucleu celular delimitat de o membrană, iar materialul genetic este distribuit sub forma unei structuri citoplasmatice nucleoidice. Spațiul citoplasmatic este lipsit de organitele membranare și de formațiunile protoplasmatice specifice celulelor eucariote. Totuși, în citoplasmă se regăsesc plasmide, mici molecule circulare de ADN care coexistă cu nucleoidul și care conțin gene ce pot fi transferate prin procesul de conjugare bacteriană. În citoplasmă se mai regăsesc și vacuole, organite bogate în substanțe de rezervă, și ribozomi, sediul sintezei proteice.
Membrana citoplasmatică, formată dintr-un bistrat fosfolipidic, este asemănătoare cu cea a celulelor eucariote, însă majoritatea bacteriilor posedă și un perete celular compus din peptidoglican (mureină). Unele bacterii prezintă o a doua membrană lipidică, denumită membrană externă, care înconjoară peretele celular. Spațiul dintre membrana citoplasmatică și peretele celular este denumit spațiu periplasmic. Unele specii prezintă o capsulă, iar altele sunt capabile să se diferențieze în endospori, forme latente rezistente la condiții extreme de mediu. Printre structurile celulare externe tipice bacteriilor se numără flagelul bacterian și pilii.

### Structuri intracelulare

Diagramă prezentând structura caracteristică a unei celule procariote.

Fiecare celulă bacteriană prezintă o membrană celulară, care este alcătuită majoritar din fosfolipide. Această membrană delimitează conținutul celular și funcționează pe post de barieră, menținând în citoplasmă compușii esențiali ai metabolismului bacterian. Spre deosebire de celulele eucariote, bacteriile sunt lipsite de structuri celulare mari și nu prezintă nucleu celular, mitocondrii, cloroplaste sau alte organite prezente la eucariote. Totuși, unele bacterii prezintă organite delimitate de structuri proteice citoplasmatice, care sunt specifice pentru diferitele activități metabolice bacteriene, cum sunt de exemplu carboxizomii și magnetozomii. În plus, celulele bacteriene posedă un citoschelet format din mai multe componente, care are rolul de a controla localizarea proteinelor și acizilor nucleici de la nivel celular și de a dirija procesul de diviziune celulară.
Multe reacții biochimice importante, precum sunt cele generatoare de energie, au loc datorită gradientului de concentrație de o parte și de alta a membranei, care creează o diferență de potențial electrochimic. Lipsa unor membrane interne de la nivelul celulelor bacteriene presupune faptul că aceste reacții, care includ chiar și procese de transport de electroni, au loc de-a lungul membranei celulare, între citoplasmă și partea externă a celulei (spațiul periplasmatic). Totuși, bacteriile fotosintetizatoare prezintă o membrană plasmatică foarte pliată, impregnând celula cu diverse straturi de membrane colectoare de lumină. Aceste complexe utilizate în fotosinteză pot forma chiar structuri lipidice denumite clorozomi, cum este cazul speciilor de Chlorobiaceae.

Structura membranei citoplasmatice bacteriene este foarte asemănătoare din punct de vedere structural cu cea vegetală și animală, cu mențiunea că aceasta nu prezintă colesterol.

Majoritatea bacteriilor nu prezintă un nucleu delimitat de membrană, iar materialul genetic este reprezentat de un cromozom bacterian specific, de cele mai multe ori circular, alcătuit din ADN, care este localizat la nivel citoplasmatic sub forma unei structuri neregulate denumită nucleoid. Nucleoidul conține atât cromozomul circular, cât și proteinele asociate și ARN-ul. Ordinul Planctomycetes este o excepție, speciile conținând un nucleoid și diverse alte structuri citoplasmatice delimitate de membrane. Ca toate organismele vii, bacteriile conțin ribozomi, cu rol în sinteza de proteine, însă structura ribozomilor bacterieni diferă de cea a ribozomilor din celulele eucariote sau din cele ale arheelor, fiind de tip 70S. Ribozomii se găsesc liberi sau grupați în poliribozomi, aceștia din urmă fiind lanțuri de ribozomi asociați cu ARN-ul mesager și parțial în legătură cu ADN-ul cromozomal.
Multe bacterii prezintă vacuole, granule intracelulare utilizate pentru depozitul nutrienților precum glicogenul, polifosfații, sulful sau polihidroxialcanoații. Doar unele specii bacteriene, cum este cazul algelor albastre-verzi din încrengătura Cyanophyta, prezintă vacuole cu gaz utilizate pentru reglarea flotabilității, ceea ce le permite deplasarea în mediul acvatic la nivele cu diferite intensități luminoase și la nivele ce diferă în nutrienți, în funcție de nevoile metabolice.

### Structuri extracelulare

Peretele celular bacterian
Sus: Bacterie Gram-pozitivă. 1-membrană celulară, 2-perete celular, 3-spațiu periplasmic.
Jos: Bacterie Gram-negativă. 4-membrană celulară, 5-perete celular, 6-anvelopa celulară, 7-spațiu periplasmic.

Celulele bacteriene dispun de perete celular, o structură ce delimitează membrana citoplasmatică. Peretele celular bacterian este format din peptidoglican sau mureină, care este un compus glico-peptidic alcătuit din catene polizaharidice legate de catene peptidice, formate la rândul lor din D-aminoacizi. Acești aminoacizi nu sunt prezenți în structura proteinelor, având aici rolul de protecție al peretelui celular de acțiunea distructivă a unor peptidaze. Peretele celular bacterian este diferit de cel aflat la exteriorul celulelor vegetale sau fungice, care sunt compuse din celuloză și respectiv chitină. De asemenea, există diferențe în ceea ce privește peretele celular chiar și în comparație cu arhebacteriile, care nu prezintă perete cu peptidoglican. Peretele celular este un component esențial al supraviețuirii organismului bacterian, iar penicilinele, de exemplu, sunt antibiotice care omoară bacteriile prin inhibarea unei etape de sinteză a peptidoglicanului.
Există două tipuri de pereți celulari, ceea ce impune o clasificare a bacteriilor în două mari categorii, și anume: bacteriile Gram-pozitive și bacteriile Gram-negative. Denumirea acestor termeni provine de la afinitatea tinctorială a celulelor în cazul colorației Gram, un test microbiologic utilizat pentru identificarea și clasificarea speciilor bacteriene. Bacteriile Gram-pozitive prezintă un perete celular gros care este alcătuit din numeroase straturi de peptidoglican și acid teichoic. În schimb, bacteriile Gram-negative au un perete relativ subțire, constituit din mai puține straturi de peptidoglican, dar care este înconjurat de o a doua membrană lipidică, externă, alcătuită din lipopolizaharide și lipoproteine.
Micoplasmele sunt o excepție, întrucât nu prezintă perete celular. Majoritatea bacteriilor aparțin clasei Gram-negativelor, iar singurele Gram-pozitive sunt speciile din încrengăturile Firmicutes și Actinobacteria. Aceste două grupe de bacterii erau cunoscute în trecut sub denumirile de bacterii Gram-pozitive cu conținut GC scăzut și respectiv bacterii Gram-pozitive cu conținut GC ridicat, și prezintă un aranjament alternativ. Aceste diferențe ale particularităților structurale ale peretelui celular conduc la diferențe semnificative în ceea ce privește susceptibilitatea la tratamentul antibiotic. De exemplu, vancomicina poate omorî doar bacterii Gram-pozitive și este inactivă pe agenții patogeni Gram-negativi, precum sunt Haemophilus influenzae sau Pseudomonas aeruginosa. Din încrengătura Actinobacteria fac parte și micobacteriile (speciile din genul Mycobacterium) care, deși sunt încadrate în clasa bacteriilor Gram-pozitive, nu se colorează pozitiv în urma testului Gram. Acest fapt se datorează prezenței unui perete celular gros, bogat în acizi micolici, ce prezintă un caracter hidrofob și rezistență crescută și de asemenea prezenței unui strat secundar exterior de natură lipidică.

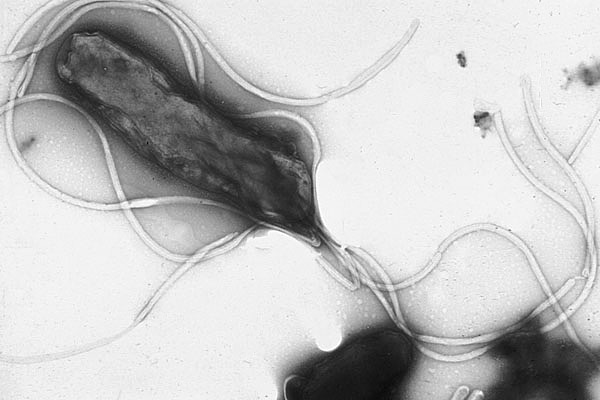
Imagine prin microscopie electronică a unei celule de Helicobacter pylori, în care se observă flagelii de la suprafața celulară.

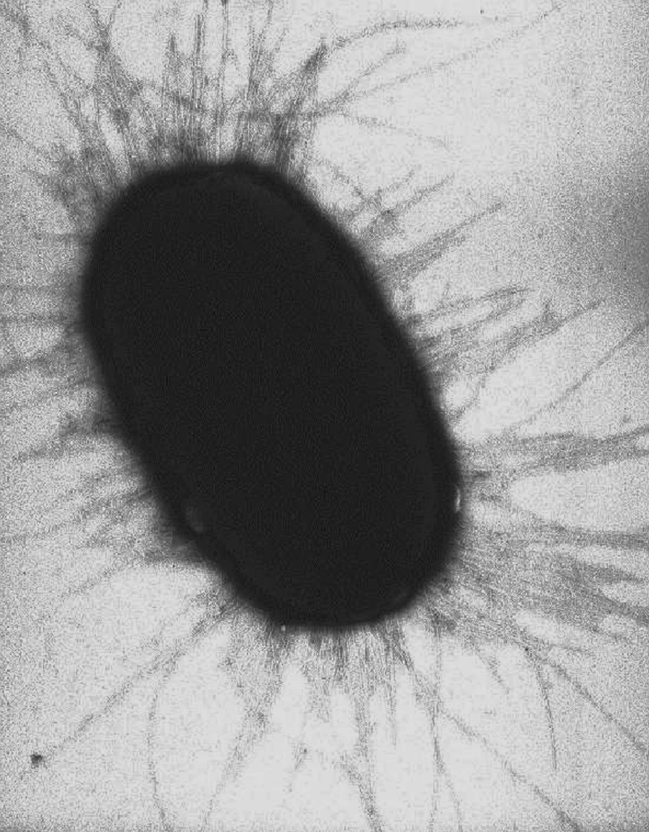
Imagine prin microscopie electronică a unei celule de Escherichia coli, în care se observă aproximativ 100-200 de fimbrii cu rol în adeziunea de celulele epiteliale ale tractului urogenital.

Multe bacterii prezintă un strat S, alcătuit din molecule proteice cu structură rigidă, care protejează partea externă a peretelui celular. Acest strat conferă protecție chimică și fizică suprafeței celulare și poate funcționa ca barieră de difuzie macromoleculară. Funcțiile straturilor S sunt diverse și nu sunt în întregime înțelese, însă se cunoaște, de exemplu, faptul că pot fi factori de virulență la speciile de Campylobacter și conțin enzime de la suprafață la specia Bacillus stearothermophilus.
Flagelii sunt structuri proteice filamentoase, care au 20 de nanometri în diametru și până la 20 de micrometri în lungime, a căror rol este motilitatea celulară. Mișcarea flagelilor este imprimată de energia obținută prin procesul de transfer al ionilor. Acest transfer este la rândul său antrenat de gradientul electrochimic care există de o parte și de alta a membranei citoplasmatice.
Fimbriile sunt structuri proteice filamentoase, de obicei cu un diametru de 2–10 nanometri și până la câțiva micrometri în lungime. Sunt distribuite la suprafața celulei bacteriene și se aseamănă, la observarea prin microscopie electronică, cu firele de păr. Principala funcție cunoscută a fimbriilor este adeziunea pe suprafețe solide sau pe alte celule, iar la unele specii patogene sunt factori de virulență. Pilii sunt anexe celulare, puțin mai mari decât fimbriile, care au rolul de transfer al materialului genetic de la o celulă bacteriană la alta în cadrul unui proces denumit conjugare. Aceste tipuri de pili pot fi întâlniți și sub denumirile de pili de conjugare sau pili de sex. Pilii mai pot fi implicați și în motilitate, caz în care sunt denumiți pili de tipul IV.

Structuri extracelulare bacteriene:
1-capsulă, 2-glicocalix, 3-biofilm.

Multe specii bacteriene sunt capabile să secrete la exteriorul celulei diverse structuri glicoptoreice cu scop de acoperire a suprafeței celulare. Depinzând de rigiditate și de relația lor cu celula, aceste structuri pot fi reprezentate de capsulă sau de glicocalix. Capsula este o structură rigidă, atașată strâns de suprafața celulară, iar glicocalixul este o structură mai flexibilă. Principalul rol al acestor structuri extracelulare este de a proteja bacteriile de a fi fagocitate de către unele celule eucariote, precum sunt macrofagele (ce fac parte din sistemul imunitar). De asemenea, acestea pot acționa ca antigene și pot fi implicate în recunoașterea celulară, având și un rol în adeziunea de suprafețe și în formarea de biofilme.
Formarea acestor structuri extracelulare depinde de așa-zisul sistem de secreție bacterian. Acest sistem realizează transportul proteinelor din citoplasmă în periplasmă, iar apoi în spațiul exterior celulei. Se cunosc mai multe tipuri de sisteme de secreție, acestea fiind adesea factori esențiali pentru virulența unor specii patogene, astfel că studiul lor este de mare interes.

### Endosporii

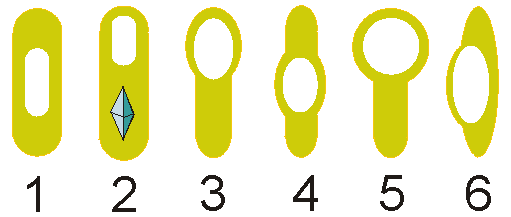
Variații în morfologia endosporilor:
1, 4 - endospori centrali;
2, 3, 5 - endospori terminali;
6 - endospor lateral.

Reprezentanții anumitor genuri de bacterii Gram-pozitive, precum sunt Bacillus, Clostridium, Sporohalobacter, Anaerobacter și Heliobacterium, au capacitatea de a forma structuri foarte rezistente, în stare latentă, denumite endospori. Aceste specii formatoare de spori sunt denumite bacterii sporulate. Endosporii se dezvoltă în interiorul citoplasmei celulare și în general fiecare endospor se dezvoltă într-o singură celulă. Fiecare endospor conține un nucleu de ADN și ribozomi, care este acoperit de un cortex și protejat de mai multe straturi rigide compuse din peptidoglican și diverse proteine.
Endosporii nu prezintă un metabolism detectabil și pot supraviețui în condiții fizice și chimice extreme, precum sunt nivelele crescute de lumină UV, radiații gama, detergenți, dezinfectanți, căldură, îngheț, presiune și desicare. Odată intrate în această stare latentă, organismele pot continua să trăiască timp de milioane de ani, putând să reziste chiar și expunerii la vidul și radiația din spațiu. Există bacterii sporulate care sunt și patogene; de exemplu, antraxul poate fi contractat în urma inhalării endosporilor de Bacillus anthracis, iar tetanosul poate apărea în urma contaminării unor răni deschise cu endospori de Clostridium tetani.

## Metabolism

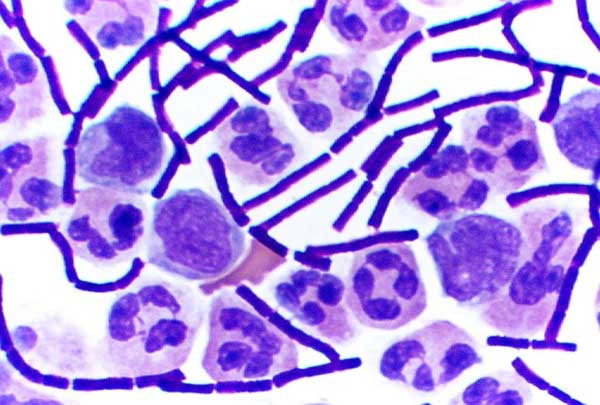
Bacillus anthracis observat în frotiu din lichidul cefalorahidian, pe care s-a realizat o colorație Gram

Metabolismul bacterian reprezintă totalitatea transformărilor biochimice enzimatice implicate în activitatea lor biologică, prin care substanțele nutritive din mediu sunt transformate în constituenți proprii, energie și produși de metabolism. Spre deosebire de organismele superioare, bacteriile prezintă o mare varietate de tipuri metabolice. Răspândirea acestor tipuri metabolice în cadrul grupurilor de bacterii era tradițional utilizată ca factor decisiv pentru definirea relațiilor taxonomice, însă adesea aceste caractere nu corespund cu clasificarea genetică utilizată în prezent. Metabolismul bacterian poate fi clasificat în grupe nutriționale pe baza a trei criterii majore: sursa energetică, natura donorilor de electroni și sursa de carbon utilizată pentru creștere. Un alt criteriu utilizat pentru clasificare este natura acceptorului de electroni utilizat în procesul de respirație. Metabolismul bacterian are câteva proprietăți caracteristice, fiind un metabolism flexibil (ceea ce permite adaptabilitatea crescută la mediu), reglat genetic (caracterizat prin diversitatea mecanismelor enzimatice și a produșilor metabolici), intens (permite o multiplicare extrem de rapidă a bacteriilor) și având o eficiență maximă.
Majoritatea căilor metabolice cunoscute în biochimie au fost descoperite inițial la microorganisme și apoi extrapolate la organismele superioare. Aceasta datorită avantajelor prezentate de bacterii: pot fi studiate sub formă de populații de celule individuale identice; pot fi obținute în cantități foarte mari; pot fi cultivate în medii sintetice și pot fi urmărite modificările pe care creșterea celulelor bacteriene le determină în mediu. Spre deosebire de concepția inițială a unui metabolism limitat, corespunzător structurii relativ simple a celulei bacteriene, în prezent se cunosc căi metabolice chiar mai complexe sau unice pentru bacterii, față de organismele superioare. Câteva exemple sunt: sinteza antibioticelor, fixarea azotului molecular atmosferic, respirația anaerobă și fotosinteza anoxigenică.

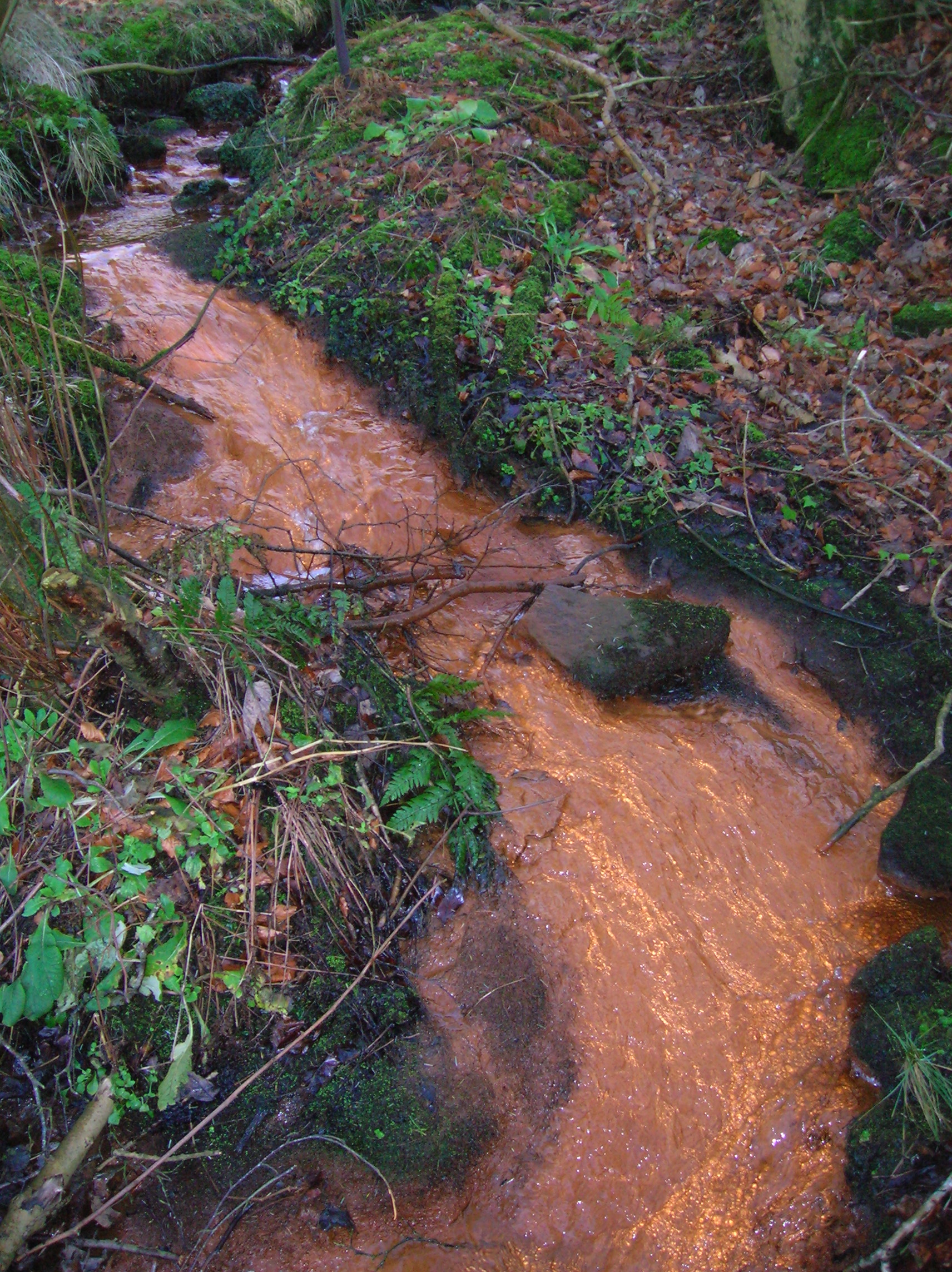
Ferobacterii într-un curs de apă. Aceste microorganisme chemolitotrofe își procură energia necesară proceselor celulare în urma procesului de oxidare al oxidului feros la oxid feric.

După natura sursei de carbon utilizate, bacteriile pot fi:
- heterotrofe, când utilizează compuși organici, fiind descompunători;[118]
- autotrofe, când carbonul de la nivel celular se obține prin procesul de fixare al dioxidului de carbon.[119]

Bacteriile tipice autotrofe sunt cianobacteriiile fotosintetizatoare, bacteriile din genul Chlorobia și unele bacterii purpurii. De asemenea, există și unele specii chimio-litotrofe, precum sunt bacteriile nitrificatoare și cele oxidante ale sulfului.
După natura sursei de energie utilizate, bacteriile pot fi:
- fototrofe, când utilizează energia luminoasă prin procesul specific de fotosinteză;[121][122]
- chemotrofe, când obțin energia pe baza oxidării unor substanțe chimice, având ca substrate acceptoare de electroni oxigenul (în cazul respirației aerobe) sau substrate alternative (în cazul respirației anaerobe).[123]

După natura donorilor de electroni, bacteriile pot fi:
- litotrofe, când utilizează pe post donori de electroni compuși anorganici, de cele mai multe ori pe bază de sulf;[124]
- organotrofe, când utilizează pe post donori de electroni compuși organici.[125]

Bacteriile chemotrofe se folosesc de donori de electroni pentru conservarea energiei (în timpul respirației aerobe, anaerobe și fermentative) și pentru desfășurarea reacțiilor biosintetice, în timp ce bacteriile fototrofe utilizează donorii de electroni doar pentru procese anabolice.

### Respirație și fermentație
Organismele care respiră utilizează compușii chimici ca sursă de energie, preluând electronii substratului redus și transferându-i la un acceptor terminal de electroni, iar toate reacțiile care au loc sunt procese de oxido-reducere. În urma acestor reacții se obține energia necesară pentru biosinteza de acid adenozintrifosforic (ATP) și pentru menținerea operantă a metabolismului. La organismele aerobe, oxigenul este acceptorul final de electroni, iar organismele anaerobe utilizează alți compuși anorganici drept acceptori de electroni, precum sunt nitrații, sulfații sau dioxidul de carbon. Au loc astfel procese biochimice deosebit de importante, precum este denitrificarea, reducerea sulfaților și respectiv acetogeneza. Un alt proces important este fermentația, un proces de oxidare incompletă, total anaerobă, a cărui produs final de metabolizare este un compus organic care, atunci când va fi redus, va deveni acceptorul final de electroni. Exemple de produși ai fermentației sunt lactatul (în fermentația lactică), etanolul (în fermentația alcoolică), butiratul, hidrogenul, etc. Fermentația este posibilă datorită faptului că energia substratelor este mai mare decât cea a produșilor metabolici, ceea ce permite microorganismelor să realizeze sinteza de ATP și să își mențină operant metabolismul. Organismele facultativ anaerobe sunt cele care își pot comuta modul de respirație între fermentație și alți acceptori terminali de electroni în funcție de condițiile de mediu în care se află.

### Nutriție

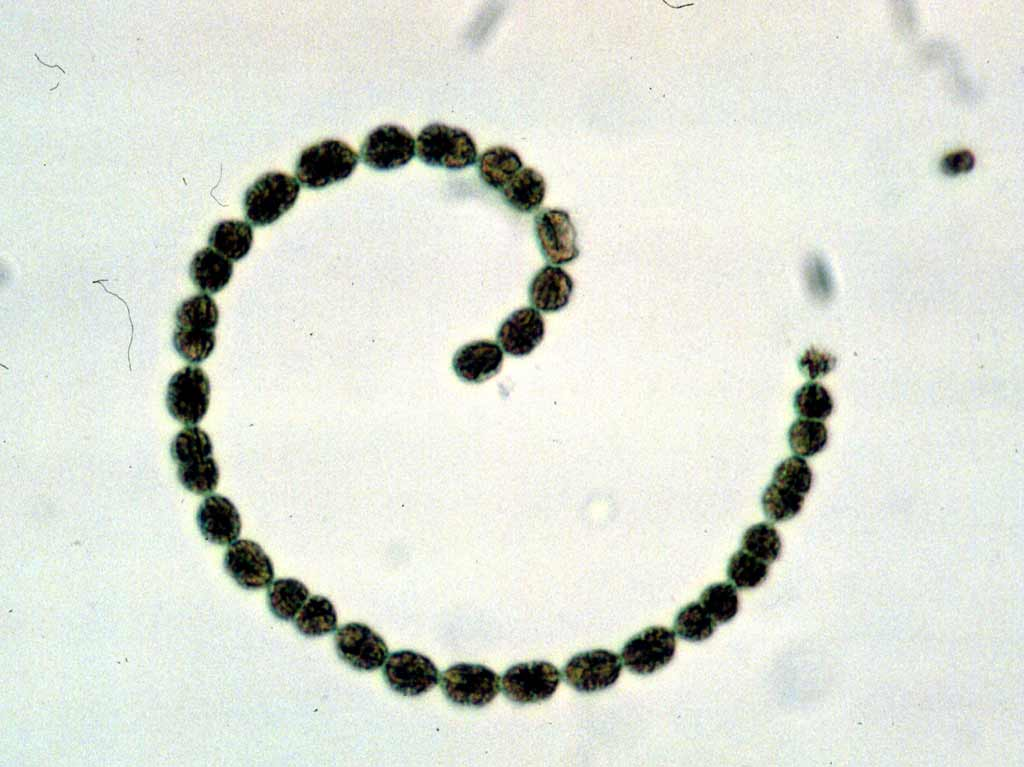
O colonie de cianobacterii fotosintetizatoare

Cunoașterea modului de nutriție a bacteriilor are importanță practică pentru cultivarea lor și prepararea vaccinurilor. Creșterea, dezvoltarea și multiplicarea bacteriilor sunt condiționate de pătrunderea nutrienților esențiali prin învelișurile celulare și eliminarea unor substanțe uzate rezultate din catabolism. Nutriția se realizează prin mecanisme de tip absorbtiv. Bacteriile își pot procura energia fie în urma procesului de fotosinteză, fiind bacterii fototrofe, fie prin descompunerea compușilor din mediu în urma proceselor oxidative, fiind bacterii chemotrofe. Bacteriile litotrofe pot utiliza compușii anorganici ca sursă de energie, iar cei mai comuni donori de electroni anorganici sunt hidrogenul, monoxidul de carbon și amoniacul (ceea ce conduce la nitrificare), fierul divalent și alți ioni metalici în stare redusă, precum și sulful în stare redusă. Există și bacterii denumite metanotrofe, care utilizează metanul gazos atât ca sursă de electroni, cât și ca substrat al anabolismului carbonului. La bacteriile aerobe cu nutriție fototrofă și chemolitotrofă, oxigenul este acceptorul final de electroni, în timp în condiții anaerobe se utilizează compușii anorganici. Majoritatea organismelor litotofe sunt autotrofe, iar majoritatea organismelor organotrofe sunt heterotrofe.
În tabelul de mai jos se regăsesc majoritatea tipurilor de nutriție care fac parte din metabolismul bacteriilor:
| Tipul de nutriție | Sursa de energie   | Sursa de carbon                                                             | Exemple                                                      |
| ----------------- | ------------------ | --------------------------------------------------------------------------- | ------------------------------------------------------------ |
| Fototrofă         | Lumina solară      | Compuși organici (fotoheterotrofă) sau fixarea carbonului (fotoautotrofă)   | Cyanobacteria, Chlorobiaceae, Chloroflexi, Bacterii purpurii |
| Litotrofă         | Compuși anorganici | Compuși organici (litoheterotrofă) sau fixarea carbonului (litoautotrofă)   | Thermodesulfobacteria, Hydrogenophilaceae, Nitrospirae       |
| Organotrofă       | Compuși organici   | Compuși organici (chemoheterotrofă) sau fixarea carbonului (chemoautotrofă) | Bacillus, Clostridium, Enterobacteriaceae                    |

Prin diversele procese metabolice de care dispun, bacteriile sunt folositoare pentru stabilitatea ecologică și pentru societatea umană. Un exemplu este capacitatea acestora de a fixa azotul gazos, utilizând enzima denumită nitrogenază. Astfel, au loc procese importante din punct de vedere ecologic, precum denitrificarea, fixarea sulfaților și obținerea de acetat. Metabolismul bacterian joacă un rol important în procesele de bioremediere, întrucât unele specii sunt capabile să realizeze tratarea apelor reziduale, iar altele pot degrada hidrocarburi, substanțe toxice și inclusiv deșeuri radioactive. Pe de altă parte, există și procese metabolice bacteriene care pot duce la poluare, cum este de exemplu cazul bacteriilor reducătoare de sulfat, responsabile pentru producerea formelor extrem de toxice ale mercurului (metil- și dimetilmercur).

## Creștere și reproducere

Animație reprezentând modul de diviziune prin fisiune binară sau sciziparitate.

### Reproducerea
Spre deosebire de organismele pluricelulare, pentru organismele unicelulare creșterea în dimensiune a celulei și reproducerea prin diviziune celulară sunt procese strâns legate. Bacteriile cresc până la o anumită dimensiune, iar apoi se reproduc prin fisiune binară sau diviziune simplă, care este o formă de reproducere asexuată. În condiții potrivite, o bacterie Gram-pozitivă se poate divide odată la fiecare 20-30 de minute, iar o bacterie Gram-negativă odată la 15-20 de minute, iar după aproximativ 16 ore numărul de celule al unei colonii care a proliferat dintr-o singură celulă poate atinge 5.000 de milioane. În condiții optime de viață, bacteriile sunt organisme care cresc și se divid extrem de rapid, astfel că fiecare populație bacteriană se poate dubla, pentru anumite specii, chiar și într-un timp de 9,8 minute.
În urma diviziunii celulare are loc producerea a două celule fiice identice. Unele bacteriile, deși prezintă și modul de reproducere asexuată prin diviziune directă, prezintă structuri reproductive mult mai complexe care ajută la dispersarea celulelor fiice nou formate. Exemple includ: formarea corpilor de fructificație ce produc spori la speciile de Myxobacteria, formarea hifelor la speciile de Streptomyces și înmugurirea. Multiplicarea prin fragmentare se întâlnește la bacteriile filamentoase, cu dezvoltare hifală (Actinomycetes), în care alungirea se face prin adăugarea de material nou numai la extremități și la locul de origine al ramificațiilor. După un timp are loc fragmentarea în porțiuni scurte și egale. Înmugurirea (engleză budding) presupune formarea pe corpul celulei mamă a unei protuberanțe, de obicei de formă sferică, din care ulterior se vor dezvolta una sau mai multe celule fiice, mult mai mici în dimensiune.
Deși reproducerea asexuată este cel mai comun tip de diviziune întâlnit în rândul bacteriilor, există și un anumit tip de reproducere sexuată, denumită parasexualitate bacteriană. Acest fenomen are în vedere capacitatea bacteriilor de a schimba material genetic, prin intermediul unui proces cunoscut sub denumirea de conjugare bacteriană.

Creșterea unei colonii de Escherichia coli

### Creșterea
În laborator, bacteriile sunt crescute utilizând medii de cultură de diferite consistențe. Mediile solide, precum sunt cele realizate din agar-agar, sunt utilizate pentru izolarea culturilor pure ale unei anumite tulpini bacteriene. Spre deosebire de acestea, mediile lichide sunt utilizate atunci când este necesară măsurarea creșterii sau când este necesar un volum mare de celule. Prin utilizarea mediilor de cultură selective, care conțin anumiți nutrienți sau antibiotice, se poate realiza identificarea anumitor organisme.
Majoritatea tehnicilor de creștere în laborator a bacteriilor se bazează pe utilizarea unor nivele crescute de nutrienți, având ca efect obținerea unui număr mare de celule, rapid și cu un cost redus. Totuși, în mediul natural, nutrienții sunt adesea limitați, ceea ce înseamnă că bacteriile nu se pot reproducere indefinit. Această limitare a nutrienților a dus la dezvoltarea evolutivă a diferitelor strategii de creștere. Unele organisme pot crește extrem de rapid dacă primesc nutrienții necesari, un exemplu fiind formarea coloniilor mari de alge și de cianobacterii în lacuri, în timpul verii. Alte organisme prezintă diverse adaptări la medii neprielnice, cum este de exemplu cazul speciilor de Streptomyces care produc mai multe tipuri de substanțe antibiotice, cu rol de inhibiție a evoluției microorganismelor concurente din mediu.
În natură, multe organisme trăiesc în cadrul unor comunități (de exemplu, bacteriile se pot asocia în biofilme), ceea ce le oferă o mai bună absorbție a nutrienților și o protecție față de factorii de stres din mediu. Aceste relații de simbioză pot fi în unele cazuri esențiale pentru creșterea unui anumit organism sau a unui grup de organisme.

Curba de creștere a unei culturi bacteriene și fazele corespunzătoare creșterii. Aceasta reprezintă evoluția unei populații bacteriene care se multiplică prin diviziune simplă în funcție de timp

Creșterea bacteriană, pentru o cultură bacteriană discontinuă și asincronă, prezintă patru faze. În momentul intrării unei populații bacteriene într-un mediu bogat în nutrienții necesari creșterii acesteia, celulele trebuie în primul rând să se adapteze la mediu. Prima fază de creștere este faza de adaptare sau faza de lag, o perioadă în care celulele se multiplică foarte puțin și cresc în dimensiune, pregătindu-se pentru următoarea etapă de multiplicare. Această fază prezintă o rată mare a proceselor biosintetice, întrucât are loc producerea de proteine necesare pentru creșterea rapidă care urmează.
A doua fază, faza logaritmică sau faza de log, este perioada caracterizată printr-un ritm exponențial de creștere. Viteza cu care celulele cresc în această fază este cunoscută sub numele de rată de creștere (k), iar timpul necesar pentru dublarea numărului de celule este cunoscut sub numele de timp de generație (tg). În timpul fazei de log, are loc metabolizarea la viteză maximă a nutrienților disponibili, ceea ce are loc până în momentul în care unul dintre nutrienți se consumă. Cea de-a treia fază de creștere este faza staționară sau faza de platou, în care numărul de celule rămâne constant. Are loc o reducere a activității metabolice celulare și consumarea proteinelor celulare neesențiale. La speciile sporogene încep să se diferențieze sporii de rezistență și începe să se inițieze exprimarea genelor care induc procese de reparare ADN, metabolismul antioxidant și transportul nutrienților. Spre sfârșitul acestei faze, numărul de celule începe să scadă progresiv. Ultima fază este faza de declin și moarte celulară, o perioadă de regresie exponențială care se finalizează cu moartea majorității sau a tuturor celulelor, aceasta fiind datorată epuizării nutrienților din mediu.

## Comportament

### Mobilitate

Diferitele tipuri bacterii conform dispoziției flagelilor bacterieni:
A-monotriche; B-lofotriche;
C-amfitriche; D-peritriche.

Multe specii de bacterii sunt mobile, iar mobilitatea acestora se realizează prin diverse mecanisme, mai exact prin alunecare, prin contracție sau cu ajutorul flagelilor. Unele bacterii pot aluneca pe suprafețe solide în urma secreției unor substanțe vâscoase, însă mecanismul exact al propulsării celulare este încă necunoscut. Mișcarea bacteriilor prin contracție (engleză twitching motility) se realizează cu ajutorul unei structuri denumite pil de tipul IV, iar mișcarea prin alunecare (engleză gliding motility) se realizează printr-un mecanism diferit. În cazul mișcării prin contracție, pilul se extinde, se atașează de substrat, iar apoi se retractă, ceea ce imprimă deplasarea celulei.
Cea mai bine studiată structură a mobilității bacteriene este flagelul bacterian, un organit filamentos de natură proteică care asigură mobilitatea prin mișcări de rotație. Flagelul bacterian este alcătuit din aproximativ 20 de proteine, iar alte 30 de proteine sunt necesare pentru reglarea și asamblarea acestuia. Mișcarea de rotație a flagelului, care imprimă bacteriei o viteză de 30 până la 70 de micrometri pe secundă, este asigurată de un mecanism care utilizează ca sursă de energie gradientul electrochimic ce se stabilește de o parte și de alta a membranei.

Flagelul bacterian este o structură extracelulară care prezintă mișcări de rotație. Structura sa este:
1-filament, 2-spațiu periplasmic, 3-cârlig, 4-articulație, 5-disc L, 6-ax, 7-disc P, 8-perete celular, 9-stator, 10-disc MS, 11-disc C, 12-sistem de secreție de tipul III, 13-membrană externă, 14-membrană citoplasmatică; Axul central și discurile alcătuiesc corpul bazal.

Bacteriile pot utiliza fragelii în diferite moduri pentru generarea mai multor tipuri de mișcări celulare. Multe specii (cum este, de exemplu, E. coli) prezintă două tipuri de mobilități: mișcarea în linie dreaptă și mișcarea de rostogolire, cea din urmă fiind folositoare pentru reorientarea celulei bacteriene. Speciile diferă între ele prin numărul și aranjamentul flagelilor de la suprafața celulei; acestea pot prezenta un singur flagel (fiind specii monotriche), un mănunchi de flageli la o extremitate (fiind specii lofotriche), câte un flagel sau câte un mănunchi de flagel la fiecare extremitate (fiind specii amfitriche) sau pot fi acoperite în totalitate de flageli (fiind specii peritriche). Speciile care nu prezintă flagel sunt denumite, în mod analog, specii atriche sau neflagelate. La un grup specia de bacterii, spirochetele, flagelii sunt localizați în spațiul periplasmic, între cele două membrane, și de aceea se numesc flageli interni. Aceștia produc o mișcare de rotație ce face ca celula să se miște similar unui tirbușon.
Bacteriile mobile pot prezenta mișcări de atracție sau de repulsie, determinate de diferiți stimuli recepționați din mediu. Acest comportament este un răspuns comportamental și este denumit taxie, fiind de mai multe tipuri, precum chemotaxia, fototaxia și magnetotaxia. În grupul aparte al mixobacteriilor, celulele individuale se deplasează împreună, formând „valuri” de celule, care se agregă cu scopul de a forma corpii de fructificație caracteristici. Deplasarea mixobacteriilor are loc doar pe suprafețe solide, spre deosebire de E. coli, care se poate deplasa atât în medii lichide, cât și în medii solide.
Unele specii de Listeria și Shigella se deplasează în interiorul celulei gazdă folosindu-se de citoschelet, care este utilizat în mod normal pentru transportul intracelular al organitelor. Prin inițierea polimerizării actinei la unul dintre polii celulelor lor, acestea pot forma o structură filamentoasă care le împinge de-a lungul citoplasmei celulei gazdă.

### Comunicare

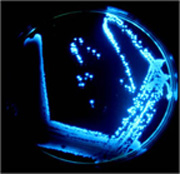
Cultură de bacterii bioluminiscente

Unele bacterii dispun de sisteme chimice generatoare de lumină. Acest fenomen, cunoscut sub denumirea de bioluminiscență, se produce la speciile care trăiesc în asociere cu peștii, deci se crede că lumina are scopul de a atrage pești și alte animale mari. De asemenea, bacteriile se pot asocia formând agregate multicelulare denumite biofilme, în care împărtășesc o varietate de semnale moleculare necesare comunicării intercelulare și prezintă un comportament care este coordonat la nivel multicelular.

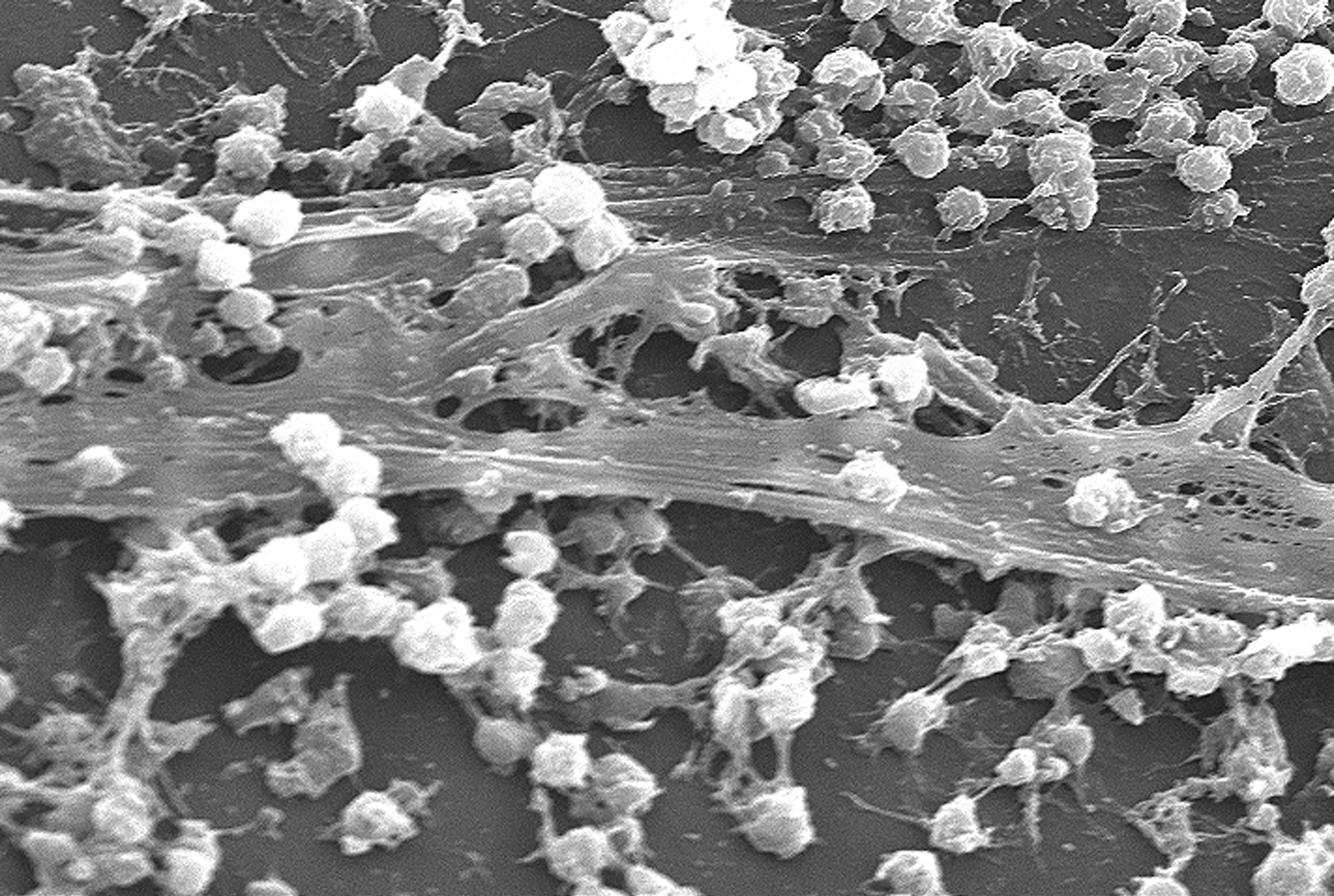
Un biofilm de Staphylococcus aureus care s-a dezvoltat pe un cateter

Beneficiile comune ale agregatelor multicelulare includ divizarea activităților celulare, accesarea resurselor care nu pot fi utilizate doar de către o sigură celulă, apărarea colectivă față de pericole și optimizarea supraviețuirii populației microbiene prin diferențierea în mai multe tipuri de celule. De exemplu, s-a constatat faptul că celulele bacteriene din biofilme pot prezenta o rezistență la agenți antibacterieni de până la 500 de ori mai mare în comparație cu celulele solitare, pentru aceeași specie luată în considerare.
Un alt tip de comunicare intercelulară realizată prin semnalizare moleculară este detectarea de cvorum, a cărei principal scop este de a determina dacă densitatea populației bacteriene locale este îndeajuns de mare astfel încât va fi productivă inițierea unor procese care sunt avantajoase doar în cazul unui număr crescut de organisme. Astfel de procese au loc prin sincronizarea unui număr mare de celule, iar exemple sunt secreția enzimelor digestive și emiterea luminii. Detectarea de cvorum permite bacteriilor să își coordoneze procesul de exprimare genetică, ceea ce oferă posibilitatea de a produce și de a detecta feromonii acumulați odată cu creșterea populației celulare.

## Genetică
Majoritatea bacteriilor prezintă un singur cromozom circular, a cărui dimensiune poate varia de la 160.000 perechi de baze (la bacteria endosimbiontă Carsonella ruddii) până la 12.200.000 perechi de baze (12,2 Mpb, la specia Sorangium cellulosum). Totuși, există multe excepții, câteva exemple fiind unele specii de Streptomyces și Borrelia care conțin un singur cromozom linear, și unele specii de Vibrio care conțin mai mulți cromozomi. În afara cromozomilor, bacteriile dispun și de plasmide, molecule de ADN extra-cromozomial care conțin gene ce codifică diverse funcții, precum rezistența la antibiotice, abilități metabolice și diferiți factori de virulență. Genomul bacterian codifică, de obicei, câteva sute până la câteva mii de gene. Genele bacteriene sunt alcătuite în general dintr-o singură catenă continuă de ADN. Deși s-a remarcat prezența câtorva tipuri de introni la bacterii, aceștia sunt mult mai rar în comparație cu genomul eucariotelor.

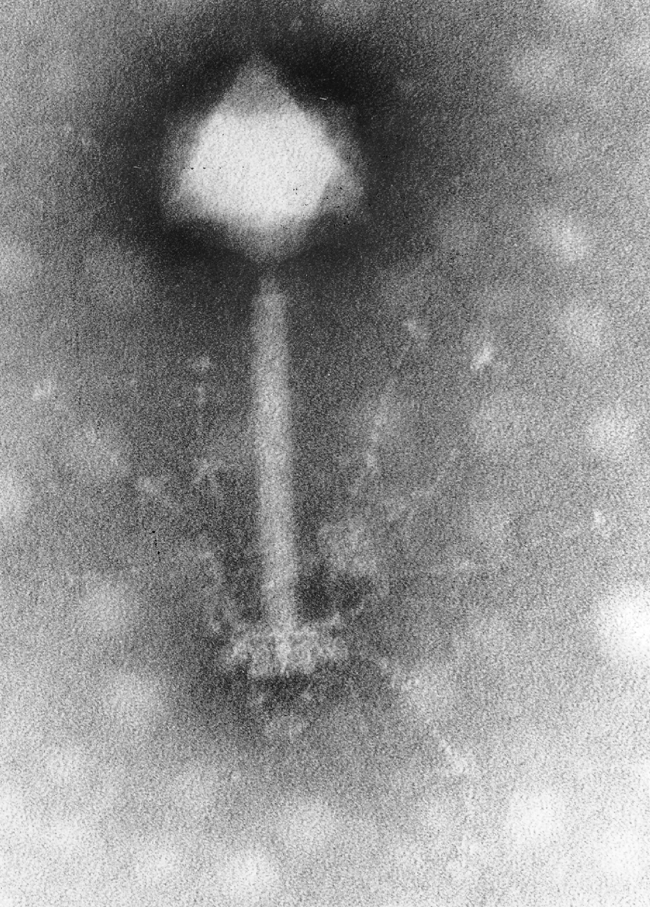
Imagine prin microscopie electronică a unui bacteriofag, un virus ce infectează bacterii

Fiind organisme cu reproducere asexuată, bacteriile prezintă o copie identică a genomului părinte, astfel că celulele fiice pot fi considerate a fi clonele lor. Totuși, bacteriile dispun de o capacitate ridicată de a evolua prin producerea unor schimbări la nivelul materialului genetic, acestea fiind cauzate prin procesele de recombinare genetică și de mutație. Mutațiile provin din erori care s-au produs în timpul replicării ADN-ului sau în urma expunerii la agenți mutageni. Ritmul în care au loc mutațiile variază foarte mult între diferitele specii bacteriene, chiar și în cadrul diferitelor clone ale aceleași specii bacteriene. Schimbările care se produc la nivelul genomului bacterian provin ori din mutații aleatorii ce au loc în timpul diviziunii, ori din mutații cauzate de stres, astfel că genele implicate într-un anumit proces limitator al creșterii au o rată crescută de mutații.
De asemenea, unele specii bacteriene prezintă metode speciale de transfer al materialului genetic, iar acest transfer poate avea loc în trei moduri diferite. În primul rând, bacteriile pot importa ADN exogen de la alte celule din mediu, printr-un proces cunoscut sub denumirea de transformare bacteriană. Pentru multe specii preluarea de ADN de la alte celule este un proces natural, însă unele pot face asta doar prin alterări chimice. S-a constat faptul că dezvoltarea unor abilități este, în mod natural, asociată cu condițiile solicitante de mediu și că este o adaptare ce facilitează procesele de reparare ale AND-ului. A doua metodă de transfer al materialului genetic la bacterii este transducția, care are loc prin integrarea unui ADN străin în cromozomul bacterian prin intermediul bacteriofagilor. Există o mare varietate de bacteriofagi, unii infectând și apoi lizând celula bacteriană gazdă, în timp ce alții inserează ADN-ul direct în cromozomul bacterian. Bacteriile rezistă la infecția bacteriofagilor utilizând sistemele de restricție și de modificare, care au rolul de a degrada ADN-ul străin, și utilizând un sistem care utilizează secvențele CRISPR pentru a reține fragmente din genomul fagilor cu care bacteria a venit în contact în trecut, ceea ce permite blocarea replicării virale printr-o formă de interferență ARN. A treia metodă de transfer genetic este conjugarea, un fenomen de parasexualitate bacteriană prin care ADN-ul este transferat în urma contactului direct dintre celule, realizat prin intermediul pililor. În condiții obișnuite, transducția, conjugarea și transformarea presupun transferul de ADN între bacteriile individuale aparținând aceleași specii, dar ocazional transferul poate ava loc între indivizi de specii diferite, ceea ce poate avea consecințe semnificative, precum transferul genelor de rezistență la antibiotice. În asemenea cazuri, transferul de gene de la o altă bacterie sau din mediu poartă numele de transfer orizontal de gene, și poate fi un proces comun în condiții naturale.

## Clasificare și identificare

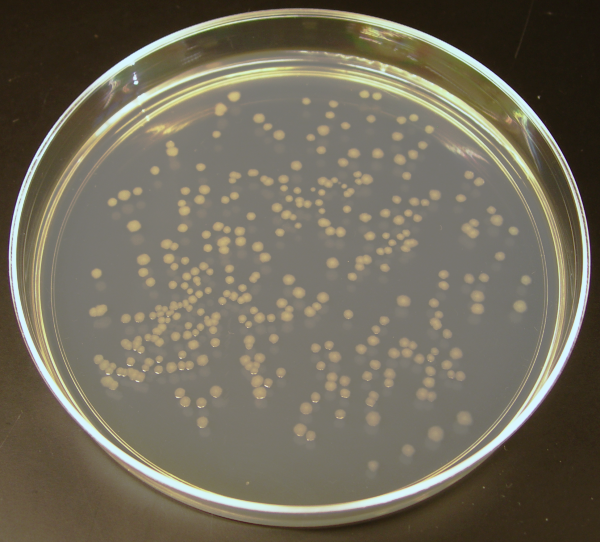
Cultură de E. coli, unde fiecare punct reprezintă o altă colonie.

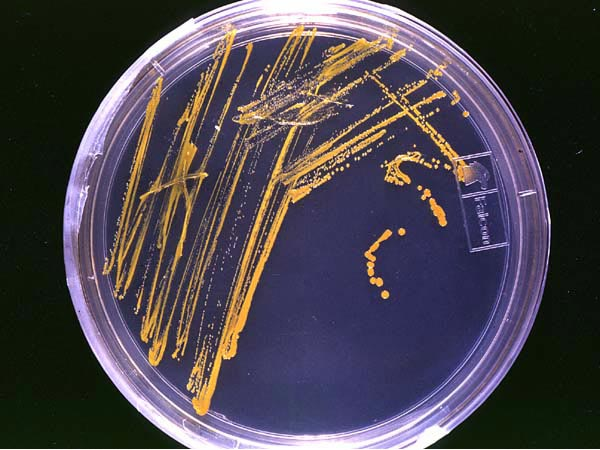
Cultură bacteriană realizată pe un mediu solid.

Scopul clasificării taxonomice este de a descrie și de a diferenția ampla diversitate de specii bacteriene existente, conferind denumirile necesare taxonilor și grupând organismele pe baza unor caractere comune. Bacteriile pot fi clasificate pe baza mai multor criterii diferite, precum structura celulară, metabolismul și pe baza anumitor componenți celulari, precum ADN-ul, acizii grași, pigmenții secretați, antigenele și chinonele. Totuși, deși de cele mai multe ori aceste criterii permit identificarea și clasificarea unor tulpini bacteriene, nu este clar dacă aceste diferențe au reprezentat variații între specii diferite sau între tulpini diferite ale aceleași specii. Această incertitudine se bazează pe lipsa unor structuri distinctive la majoritatea bacteriilor, dar și transferului orizontal de gene dintre speciile diferite, ceea ce face ca bacteriile înrudite să prezinte aspecte de morfologie și de metabolism foarte diferite. Din această cauză, tocmai pentru a elimina riscul incertitudinii, clasificarea bacteriană actuală se bazează pe utilizarea unor tehnici moleculare moderne, de filogenie moleculară, precum sunt determinarea raportului de guanină/citozină, hibridizarea genom-genom sau secvențierea genelor care nu au suferit procese ample de transfer orizontal, precum sunt genele ARNr.
Comitetul Internațional de Sistematică a Procariotelor (ICSP) este organismul desemnat cu nomenclatura, taxonomia și normele după care se realizează clasificarea organismelor procariote. ICSP este responsabil de publicarea Codului Internațional de Nomenclatură a Bacteriilor, o listă a denumirilor aprobate pentru speciile și taxonii bacterieni. De asemenea, ICSP publică și Jurnalul Internațional de Bacteriologie Sistematică (International Journal of Systematic Bacteriology) și Manualul de Bacteriologie Sistematică Bergey (Bergey's Manual of Systematic Bacteriology).
Termenul de „bacterie” era utilizat în mod tradițional pentru desemnarea tuturor organismelor procariote unicelulare și microscopice. Totuși, cercetările recente de sistematică moleculară au indicat faptul că organismele procariote alcătuiesc de fapt două domenii separate, denumite original Eubacteria și Archaebacteria, și denumite în prezent Bacteria și Archaea, care au evoluat în mod independent de la același strămoș comun. Arheele și eucariotele sunt mai înrudite între ele decât sunt oricare dintre cele două cu bacteriile. Aceste două domenii, împreună cu Eukarya, alcătuiesc baza unui sistem de trei domenii, care este cel mai utilizat sistem în mod curent în microbiologie. Din cauza introducerii relativ recente a metodelor de sistematică moleculară și a creșterii rapide a numărului de secvențe genomice disponibile, se poate concluziona faptul că procesul clasificării bacteriilor este un domeniu schimbător și care se extinde rapid. Unii biologi ar susține idea că arheele și eucariotele au evoluat din bacteriile Gram-pozitive.

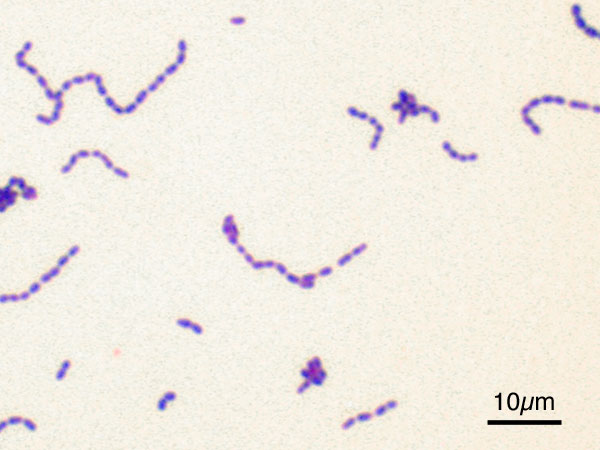
Celule de Streptococcus mutans vizualizate cu ajutorul colorației Gram. Fiecare punct violet reprezintă o celulă bacteriană.

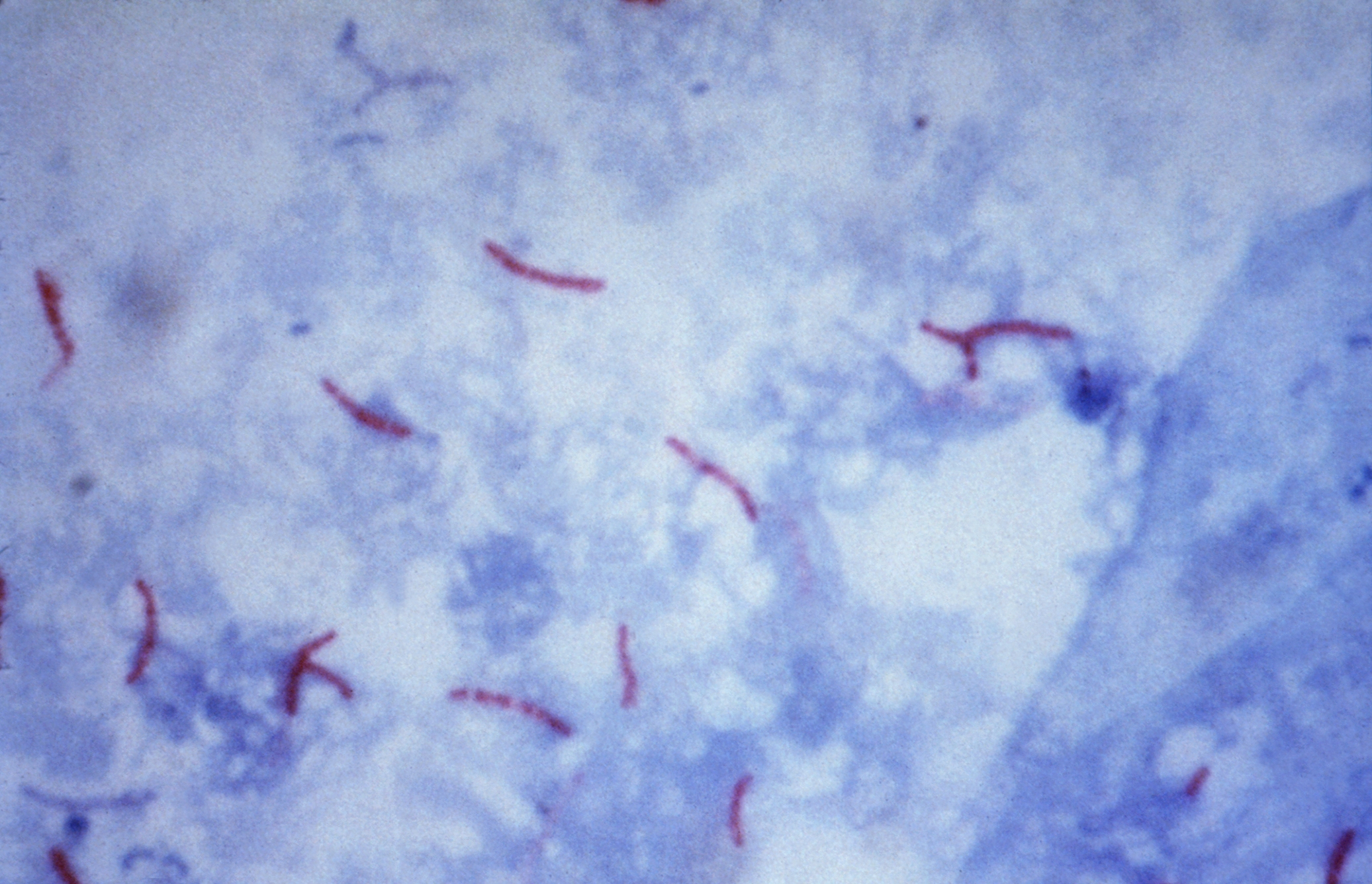
Celule de Mycobacterium tuberculosis vizualizate cu ajutorul colorației Ziehl-Neelsen.

Identificarea bacteriilor în laborator este în particular importantă în domeniul medicinei, unde determinarea speciei cauzatoare a unei infecții este de o deosebită importanță pentru aplicarea tratamentului corespunzător. Astfel, necesitatea identificării agenților patogeni bacterieni la om a dus la dezvoltarea mai multor tehnici de identificare bacteriană.
Colorația Gram, o metodă dezvoltată în anul 1884 de către Hans Christian Gram, ajută la diferențierea bacteriilor pe baza particularităților structurale ale peretelui celular. Metoda constă în menținerea unor mostre de celule bacteriene într-o serie de coloranți, urmând la final ca interpretarea să se facă în funcție de afinitatea tinctorială a peretelui celular (cu alte cuvinte, dacă acesta se colorează sau nu). Astfel, peretele celular gros al bacteriilor Gram-pozitive se va colora în violet, iar peretele subțire al bacteriilor Gram-negative se va colora în roz deschis. Prin combinarea aspectelor de morfologie cu afinitatea în colorația Gram, majoritatea speciilor bacteriene pot fi clasificate în una din patru mari grupe (coci Gram-pozitivi, bacili Gram-pozitivi, coci Gram-negativi și bacili Gram-negativi). Totuși, există și specii a căror identificare se realizează utilizând alte metode de colorație, cum este cazul micobacteriilor sau nocardiilor, care prezintă acid-rezistență și se colorează cu ajutorul colorației Ziehl-Neelsen sau a altor metode. Alte organisme pot fi identificate doar în urma cultivării pe medii speciale, sau prin utilizarea unor tehnici speciale, precum sunt cele serologice.
În diagnosticul medical se utilizează tehnici de cultivare, prin intermediul cărora se realizează creșterea și identificarea anumitor bacterii și inhibarea creșterii unor specii nedorite. Adesea, aceste metode sunt specifice; de exemplu, pentru o mostră de spută se vor realiza culturi pentru identificarea unor agenți cauzatori ai pneumoniei, în timp ce în mostrele de scaun se dorește identificarea unor organisme cauzatoare ale diareei. În toate aceste cazuri, se dorește inhibarea creșterii bacteriilor non-patogene. Mostrele care se prelevă sterile, precum sângele, urina sau lichidul cefalorahidian, se cultivă în condiții speciale care permit creșterea tuturor bacteriilor. Odată ce un organism patogen a fost izolat, acesta poate fi caracterizat din punctul de vedere al morfologiei, particularităților de creștere (de exemplu, creștere aerobă sau anaerobă), al producerii hemolizei și al afinităților tinctoriale.
Ca și în cazul clasificării, în identificarea bacteriilor se utilizează din ce în ce mai mult metodele moleculare. Diagnosticul pe baza metodelor ADN, precum este reacția de polimerizare în lanț, sunt din ce în ce mai populare, datorită specificității lor ridicate și a rapidității de desfășurare, în comparație cu metodele de cultivare. Aceste metode permit detectarea și identificarea celulelor care sunt active din punct de vedere metabolic, dar care nu se divid, deci care nu pot fi cultivate pe medii de cultură. Totuși, chiar și utilizând metodele descrise, numărul total al speciilor bacteriene nu este cunoscut și nici nu poate să fie estimat cu certitudine. Conform clasificării actuale, sunt cunoscute în jur de 9.300 de specii de procariote, incluzând bacteriile și arheele. Unele estimări ale diversității bacteriene plasează numărul total al speciilor în jurul valorilor de 107 până la 109, cu toate că aceste estimări ar putea fi eronate cu câteva ordine de mărime.

## Filogenie

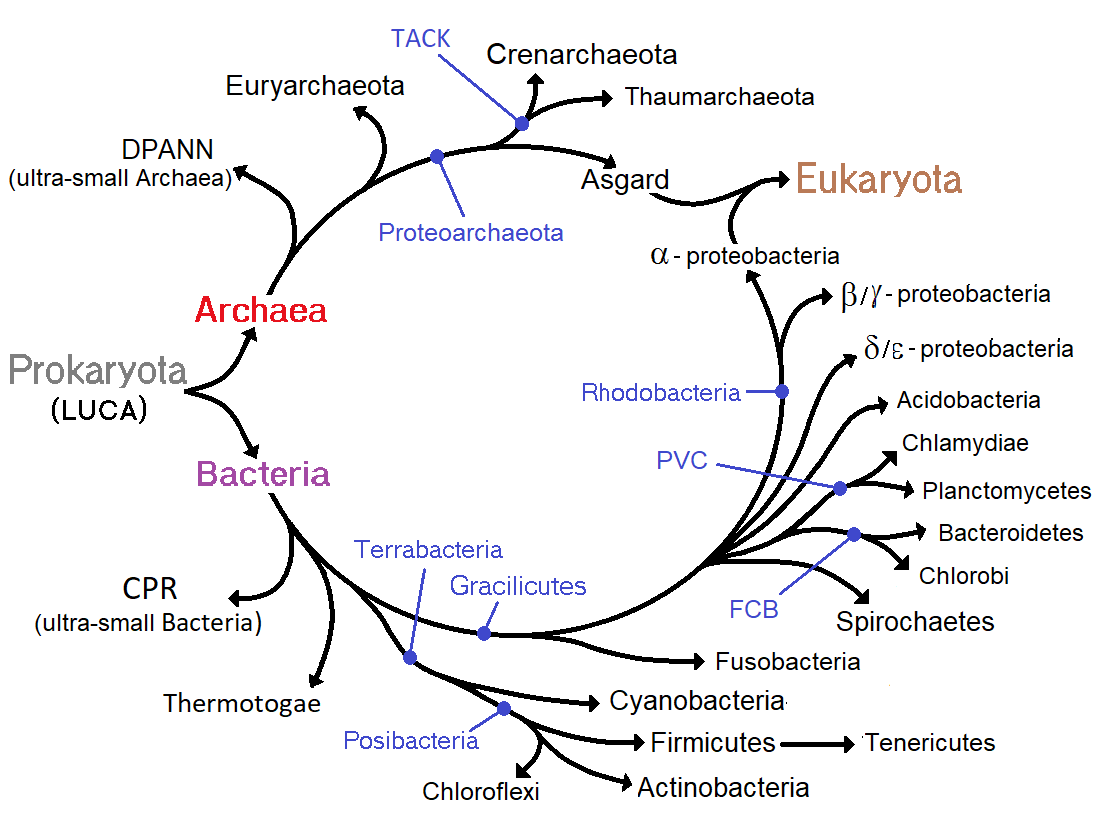
Un model evolutiv probabil al principalelor încrengături și clade bacteriene.

Relațiile filogenetice dintre organismele vii sunt adesea controversate și nu există un acord general în ceea ce privește corectitudinea filogeniei prezentate. Majoritatea arborilor filogenetici indică faptul că grupele bazale sunt încrengăturile termofile precum Aquificae și Thermotogae, ceea ce susține originea termofilă a domeniilor Archaea și Bacteria. În schimb, unii arbori prezintă încrengătura Firmicutes (ce include bacteriile Gram-pozitive) ca fiind cea mai antică. Conform teoriilor lui Cavalier-Smith, principala divergență este un grup de bacterii fotosintetice, denumit Chlorobacteria (Chloroflexi). Alte studii filogenetice, genomice sau proteice plasează pe poziția de bază încrengăturile Planctomycetes și Proteobacteria. S-a propus ideea că a avut loc o divergență timpurie între două supergrupe, și anume Gracilicutes și Terrabacteria. În concluzie, în prezent nu există un sistem stabil de filogenie bacteriană care ar prezenta cu certitudine istoria evolutivă timpurie a bacteriilor. Acest lucru se datorează cel mai probabil fenomenului de transferului orizontal de gene, care este tipic organismelor procariote.
Principalele încrengături bacteriene se pot organiza în trei mari grupe: termofile, bacterii Gram-pozitive și Gracilicutes. Bacteriile termofile sunt cele mai divergente, formând un grup parafiletic bazal. Specia Thermotoga maritima, ce aparține acestei grupe, este una dintre cele mai neobișnuite bacterii, întrucât este o specie hipertermofilă care prezintă o structură și o compoziție unică.

## Interacțiuni cu alte organisme

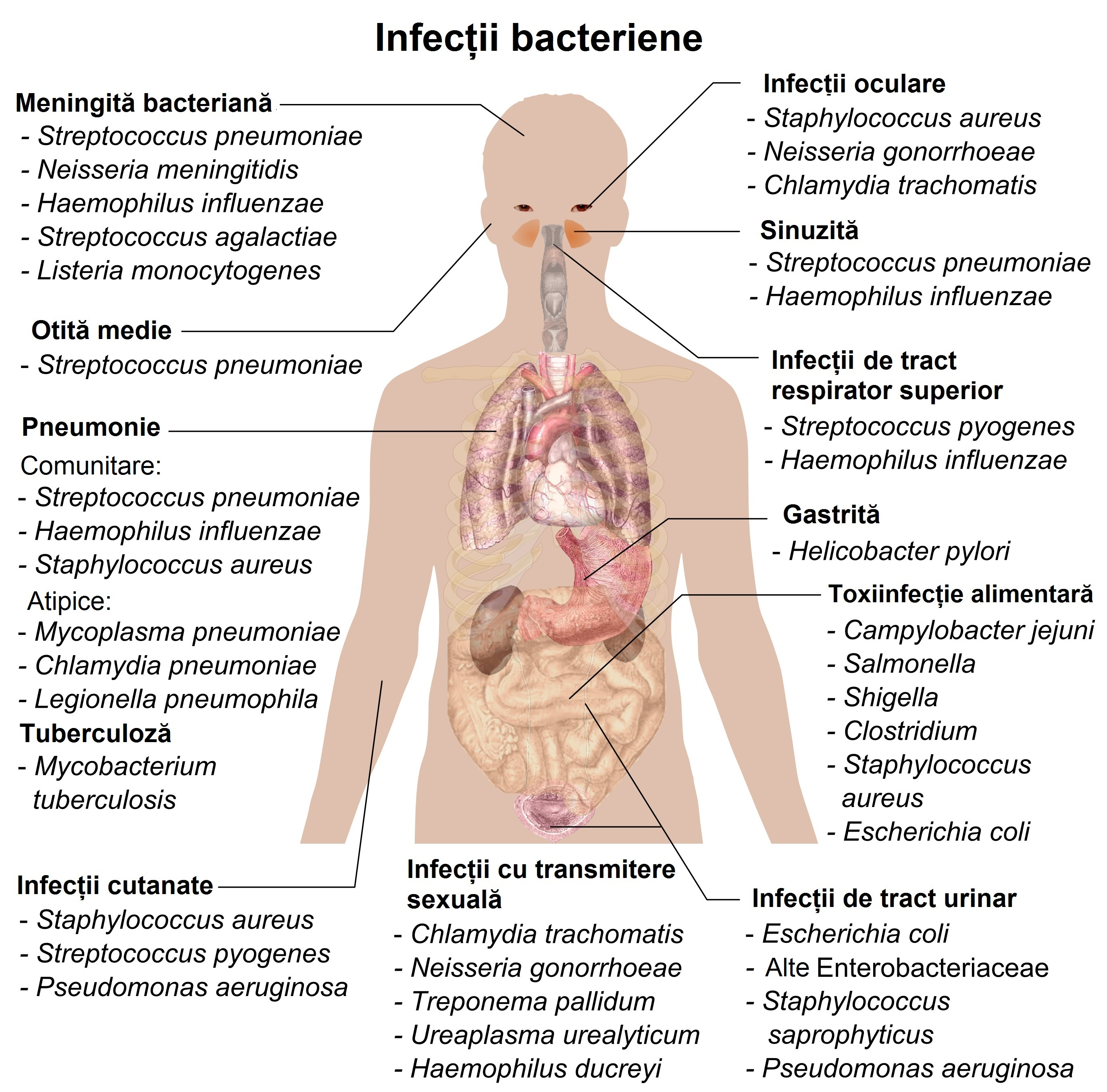
Principalele infecții bacteriene și speciile implicate în apariția acestora.

În ciuda organizării lor aparent simplă, bacteriile sunt capabile să formeze asociații complexe cu alte organisme. Aceste relații simbiotice pot fi plasate în sfera parazitismului, mutualismului sau comensalismului.

### Comensale
Datorită dimensiunii lor reduse, bacteriile comensale sunt ubicue și cresc atât pe animale, cât și plante, în același mod în care se dezvoltă pe orice altă suprafață. În plus, creșterea lor poate fi accelerată de căldură de și transpirație, astfel că populațiile mari de organisme comensale sunt cauza mirosului corporal.

### Prădătoare
Bacteriile așa-zise „prădătoare” sunt cele capabile să omoare și să se hrănească cu alte microorganisme. Printre acestea se numără specii precum Myxococcus xanthus, a cărui celule se adună, omoară și digeră bacteriile din mediu. Alte bacterii prădătoare atacă microorganismele cu scopul de a le digera și de a le absorbi nutrienții, cum este cazul Vampirovibrio chlorellavorus, sau invadează alte celule și se multiplică în interiorul acestora, la nivel citosolic, cum procedează speciile de Daptobacter. Se crede că aceste bacterii au evoluat de la specii saprofage care se hrăneau de pe microorganisme moarte, prin adaptări care le-au permis să prindă și să omoare alte organisme.

### Mutualiste
Anumite bacterii formează asociații intime cu alte organisme, ceea ce este esențial pentru supraviețuire. Una dintre aceste asociații mutualiste este transferul de hidrogen între specii. Acesta are are loc între grupurile de bacterii anaerobe care consumă acizi organici, precum acidul butiric și acidul propionic, și produc hidrogen, și arheele metanogene care consumă hidrogenul obținut. Bacteriile din această asociere nu sunt capabile să consume acizii organici când hidrogenul se acumulează în mediul înconjurător. Doar asocierea cu arheele consumatoare de hidrogen menține gazul în concentrații îndeajuns de mici, astfel încât să se permită creșterea bacteriilor.
În sol, microorganismele sunt răspândire la nivelul rizosferei (zona care include suprafețele rădăcinilor și solul care aderă la acestea) și au rolul de a realiza fixarea azotului prin transformarea azotului atmosferic în fază gazoasă în compuși nitrogenați. Acest proces este folositor deoarece furnizează plantelor o formă ușor absorbabilă de azot, întrucât acestea nu pot fixa azotul atmosferic în mod direct.
Multe alte specii bacteriene se regăsesc în relație de simbioză cu organismele umane și animale. De exemplu, prezența celor peste 1000 de specii bacteriene în flora intestinală normală a omului contribuie la desfășurarea unor procese precum imunitatea, sinteza de vitamine (cum sunt acidul folic, vitamina K și biotina), convertirea glucidelor la acid lactic (speciile de Lactobacillus), dar și fermentarea carbohidraților complecși care sunt nedigerabili. Prezența bacteriilor din flora intestinală normală inhibă creșterea bacteriilor potențial patogene, de obicei prin mecanism competitiv, astfel că bacteriile benefice sunt comercializate sub formă de suplimente alimentare probiotice.

### Patogene

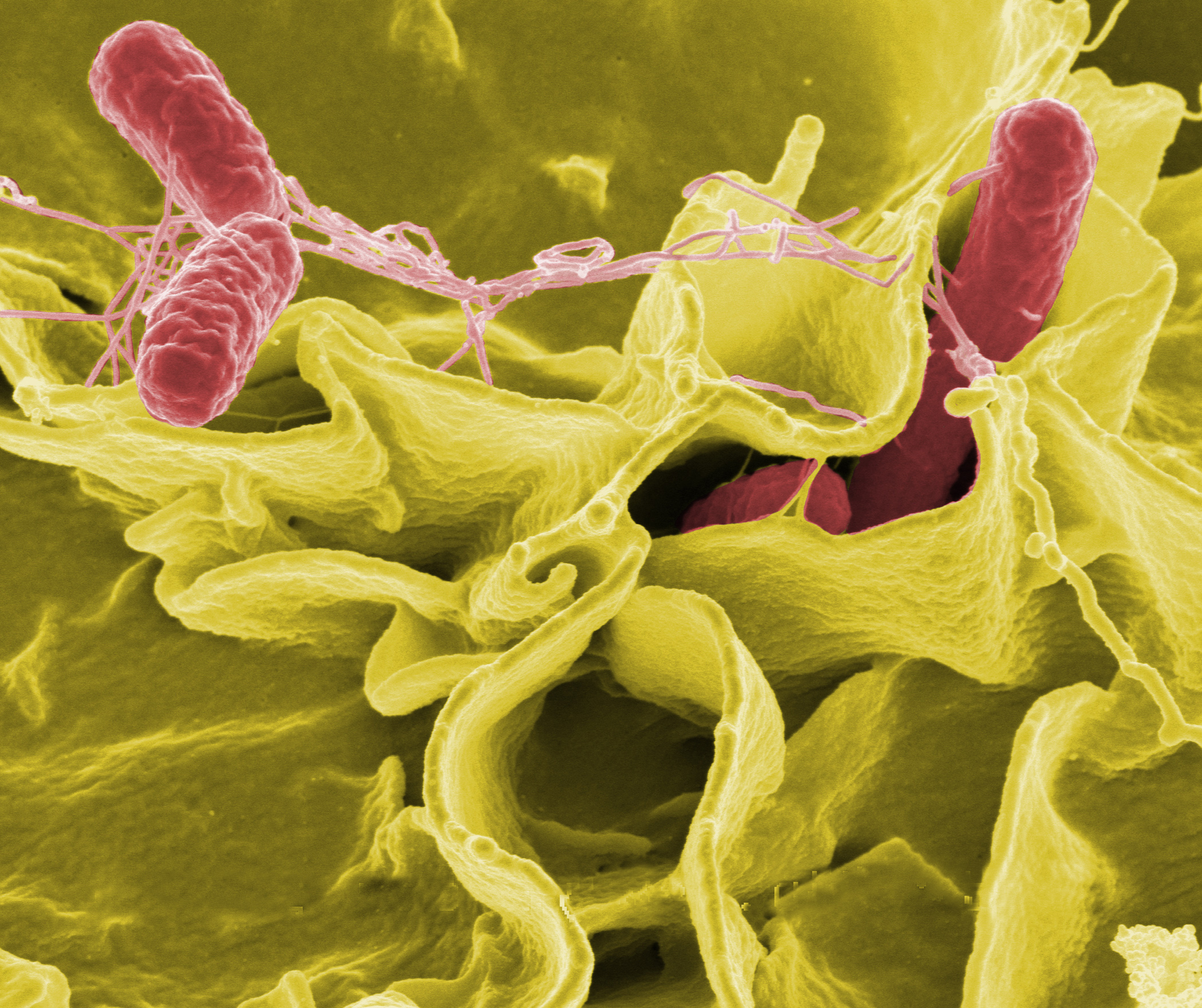
Imagine prin microscopie electronică, ulterior colorată, ce prezintă celule de Salmonella enterica (cu roșu) invadând celulele umane în cultură.

Doar o mică fracțiune dintre bacterii produc patologii la om: dintre cele 15.919 specii înregistrate în baza de date a NCBI, doar 538 de specii sunt bacterii patogene. Chiar și în acest caz, câteva dintre speciile patogene sunt unele dintre principalele cauze ale bolilor și ale mortalității în rândul oamenilor, cauzând boli infecțioase bacteriene precum: tetanosul, febra tifoidă, difteria, sifilisul, holera, intoxicațiile alimentare, lepra și tuberculoza. În unele cazuri, agentul etiologic al unei boli este descoperit doar după mulți ani, cum a fost de exemplu cazul ulcerului gastroduodenal și descoperirea bacteriei cauzatoare Helicobacter pylori. Infecțiile bacteriene afectează atât plantele, cât și animalele, ceea ce are consecințe în agricultură; un exemplu de boală bacteriană a plantelor este ciuma de foc (sau focul bacterian), iar la animalele de fermă sunt întâlnite paratuberculoza, mastita, salmoneloza și antraxul.
Fiecare specie patogenă prezintă un spectru caracteristic de interacțiuni cu gazda umană. Unele organisme, precum cele din genul Staphylococcus sau Streptococcus, pot cauza infecții cutanate, pneumonie, meningită sau chiar septicemie, un răspuns inflamator sistemic ce produce șoc, vasodilatație masivă și moarte. Totuși, aceste specii fac parte și din flora normală a organismului și trăiesc de obicei localizat la nivelul pielii sau a nasului, fără să cauzeze vreo boală. Alte organisme produc invariabil boli la om, precum sunt rickettsiile, care sunt paraziți obligatoriu intracelulari ce pot crește și se pot reproduce doar în celulele altor organisme. Rickettsia prowazekii produce tifosul exantematic, iar Rickettsia rickettsii produce febra pătată a Munților Stâncoși. Chlamydia, un alt gen de paraziți obligatoriu intracelulari, conține specii care cauzează pneumonii, infecții de tract urinar, boli cu transmitere sexuală și poate provoca și cardiopatie ischemică. În final, există specii, precum Pseudomonas aeruginosa, Burkholderia cenocepacia și Mycobacterium avium, care sunt bacterii patogene oportuniste, cauzând boli doar la pacienții imunodeprimați sau la cei cu fibroză chistică.
Infecțiile bacteriene sunt tratate cu ajutorul antibioticelor, care sunt medicamente bactericide (în cazul în care omoară bacteriile) sau bacteriostatice (dacă previn creșterea bacteriană). Există mai multe tipuri de antibiotice, iar fiecare clasă inhibă un proces a cărui desfășurare este diferită la agentul patogen și respectiv la gazdă. Exemple de antibiotice care produc toxicitate selectivă sunt cloramfenicolul și puromicina, care inhibă ribozomul bacterian și nu afectează ribozomul eucariot, cel din urmă fiind diferit din punct de vedere structural. Antibioticele sunt utilizate atât în tratamentul bolilor infecțioase umane, cât și în agricultura intensivă, pentru promovarea creșterii animalelor, dar în acest caz utilizarea lor contribuie la dezvoltarea rapidă a fenomenului de rezistență la antibiotice a populațiilor bacteriene. Acest fapt are implicații semnificative, deoarece speciile bacteriene patogene care prezintă rezistență crescută la antibiotice produc boli care sunt extrem de greu de tratat și care au o rată mare a mortalității. Prevenirea infecțiilor bacteriene se poate face prin utilizarea metodelor de asepsie, precum sunt sterilizarea înaintea injectării unui ac de siringă sau înaintea introducerii unor catetere. Dispozitivele chirurgicale sau stomatologice trebuie să fie de asemenea sterilizate pentru a preveni contaminarea bacteriană a acestora. Dezinfectanții sunt utilizați pentru distrugerea bacteriilor sau a altor agenți patogeni aflați pe suprafețe, ceea ce reduce și mai mult riscul infectării.
În tabelul de mai jos se regăsesc unele dintre infecțiile umane produse de către bacterii:
| Boală                           | Agent patogen | Principalele simptome | Note    |
| ------------------------------- | --- | --- | ------- |
| Bruceloză                       | Brucella spp. | Febră, adenopatie, endocardită, pneumonie.                                                                                        | [ 227 ] |
| Antrax                          | Bacillus anthracis | Febră, erupții cutanate, septicemie.                                                                                              | [ 228 ] |
| Holeră                          | Vibrio cholerae | Diaree, vomă, deshidratare. | [ 229 ] |
| Difterie                        | Corynebacterium diphtheriae | Febră, amigdalită, leziuni ale pielii.                                                                                            | [ 230 ] |
| Scarlatină                      | Streptococcus pyogenes | Febră, amigdalită, eritem. |         |
| Erizipel                        | Streptococcus spp. | Febră, eritem, prurit, durere. | [ 231 ] |
| Febră Q                         | Coxiella burnetii | Febră înaltă, cefalee intensă, mialgie, confuzie, vomă , diaree.                                                                  | [ 232 ] |
| Febră tifoidă Febră paratifoidă | Salmonella typhi, S. paratyphi | Febră înaltă, bacteriemie, cefalalgie, stupoare, tumefacția mucoasei nazale, hepatosplenomegalie, diaree, perforații intestinale. | [ 233 ] |
| Legioneloză                     | Legionella pneumophila | Febră, pneumonie | [ 234 ] |
| Pneumonie                       | Streptococcus pneumoniae, Staphylococcus aureus, Klebsiella pneumoniae, Mycoplasma spp., Chlamydophila pneumoniae, Legionella spp. | Febră înaltă, expectorație gălbuie sau sanguinolentă, durere toracică.                                                            | [ 235 ] |
| Tuberculoză                     | Mycobacterium tuberculosis | Febră, oboseală, transpirații nocturne, tuse cronică cu hemoptizie, scădere în greutate, necroză pulmonară.                       | [ 236 ] |
| Tetanos                         | Clostridium tetani | Febră, paralizie. | [ 237 ] |

## Importanță tehnologică și industrială
Multe substanțe chimice importante, precum alcoolul etilic, acidul acetic și acetona, sunt produse ca parte a metabolismului specific bacterian. Unele specii bacteriene, în special bacteriile lactice din genurile Lactobacillus și Lactococcus, au fost utilizate de mii de ani în combinație cu drojdiile și mucegaiurile pentru obținerea alimentelor fermentate, precum sunt brânza, murăturile, sosul de soia, varza murată, oțetul, vinul și iaurtul.
Abilitatea bacteriilor de a descompune o mare varietate de compuși organici este remarcabilă, și a fost utilizată în procesarea reziduurilor și în bioremediere. Bacteriile care pot digera hidrocarburile din petrol sunt adesea utilizate pentru remedierea scurgerilor de petrol. De exemplu, după accidentul ecologic Exxon Valdez, au fost utilizați fertilizatori pe plajele din împrejurimile strâmtorii Prince William cu scopul de a promova creșterea acestor bacterii. Rezultatele au fost favorabile doar pe plajele care nu erau acoperite într-un strat prea gros de petrol. De asemenea, bacteriile pot fi folosite și pentru bioremedierea reziduurilor toxice industriale. În domeniul industriei chimice, principala utilizare a bacteriilor este producerea de compuși chimici enantiopuri, folosiți apoi ca medicamente sau substanțe agrochimice.
Bacteriile pot fi utilizate în locul pesticidelor, în controlul biologic al dăunătorilor. În acest caz, este comună utilizarea speciei Bacillus thuringiensis, o bacterie Gram-pozitivă care trăiește în sol. Subspeciile acestei bacterii sunt folosite ca insecticide cu specificitate pentru lepidoptere, cu denumirea comună de Dipel și Thuricide. Datorită specificității lor, aceste pesticide sunt considerate a fi ecologice, fără să prezinte un anumit efect asupra oamenilor, vietăților din mediul natural, insectelor polenizatoare sau a celor benefice.
Datorită abilității lor de a crește foarte repede și de a ușurinței relative cu care pot fi manipulate, bacteriile sunt uneltele perfecte care pot fi utilizate în cercetarea în domeniul biologiei moleculare, geneticii și al biochimiei. Prin producerea artificială a mutațiilor în ADN-ul bacterian și examinarea fenotipurilor rezultate, oamenii de știință pot determina care este funcția genelor, enzimelor și a căilor metabolice bacteriene, iar apoi pot aplica același raționament și la organismele mai complexe. Pentru înțelegerea proceselor biochimice de la nivel celular este nevoie de un nivel mare de informații legate de cinetica enzimatică și de exprimarea genică, însă astfel se pot concepe modele matematice valabile pentru întreg organismul. Acestea se pot realiza pentru unele bacterii bine cunoscute, astfel că în prezent are loc producerea și testarea unor noi modele metabolice pentru Escherichia coli. Această înțelegere a metabolismului și a geneticii bacteriene a permis utilizarea biotehnologiilor pentru a obține bacterii ce pot să producă anumite proteine de uz terapeutic, precum sunt insulina, factorii de creștere sau anticorpii.

## Galerie

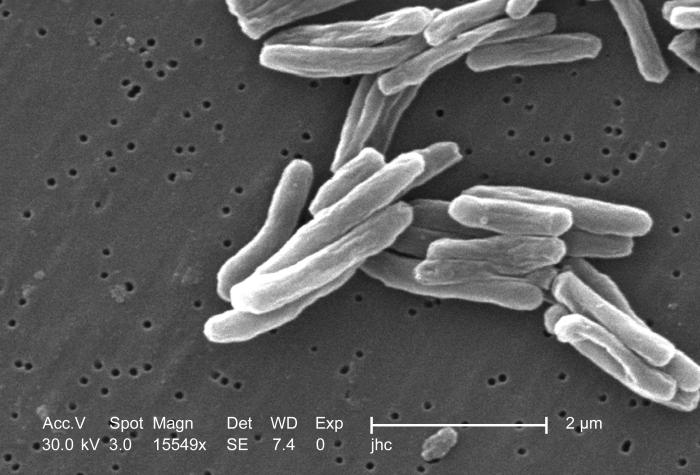
Mycobacterium tuberculosis (Actinobacteria)
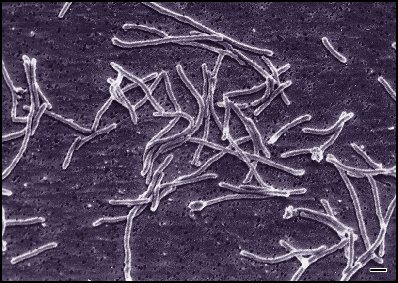
Thermus aquaticus (Deinococcus-Thermus)
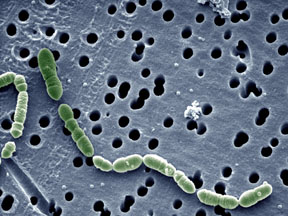
Oenococcus oeni (Firmicutes)
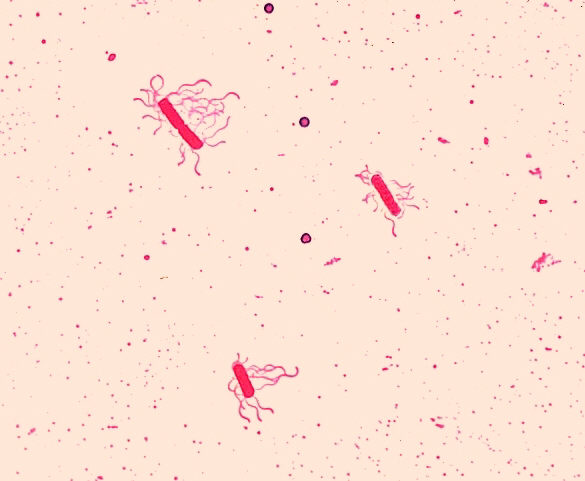
Bacillus cereus (Firmicutes)
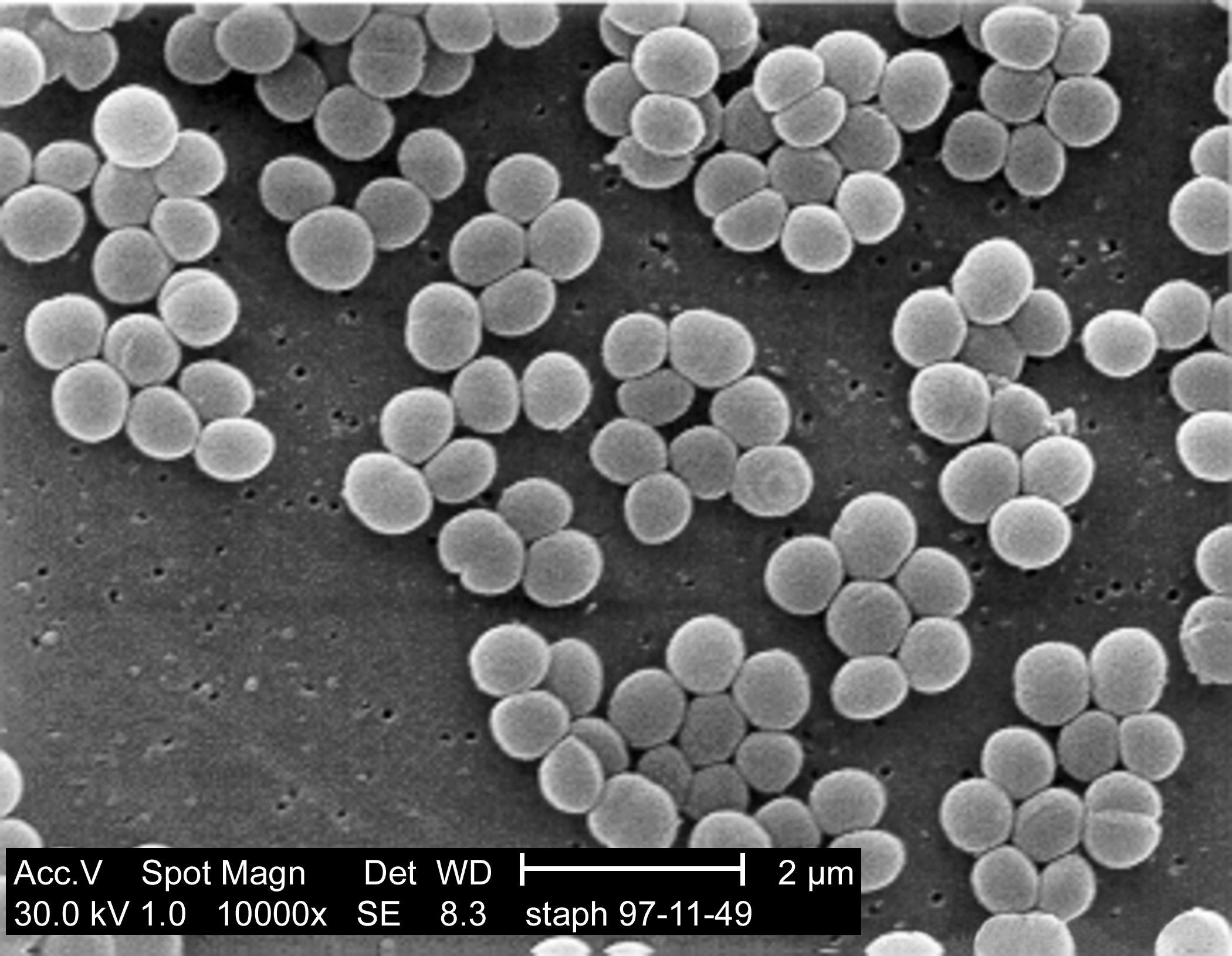
Staphylococcus aureus (Firmicutes)
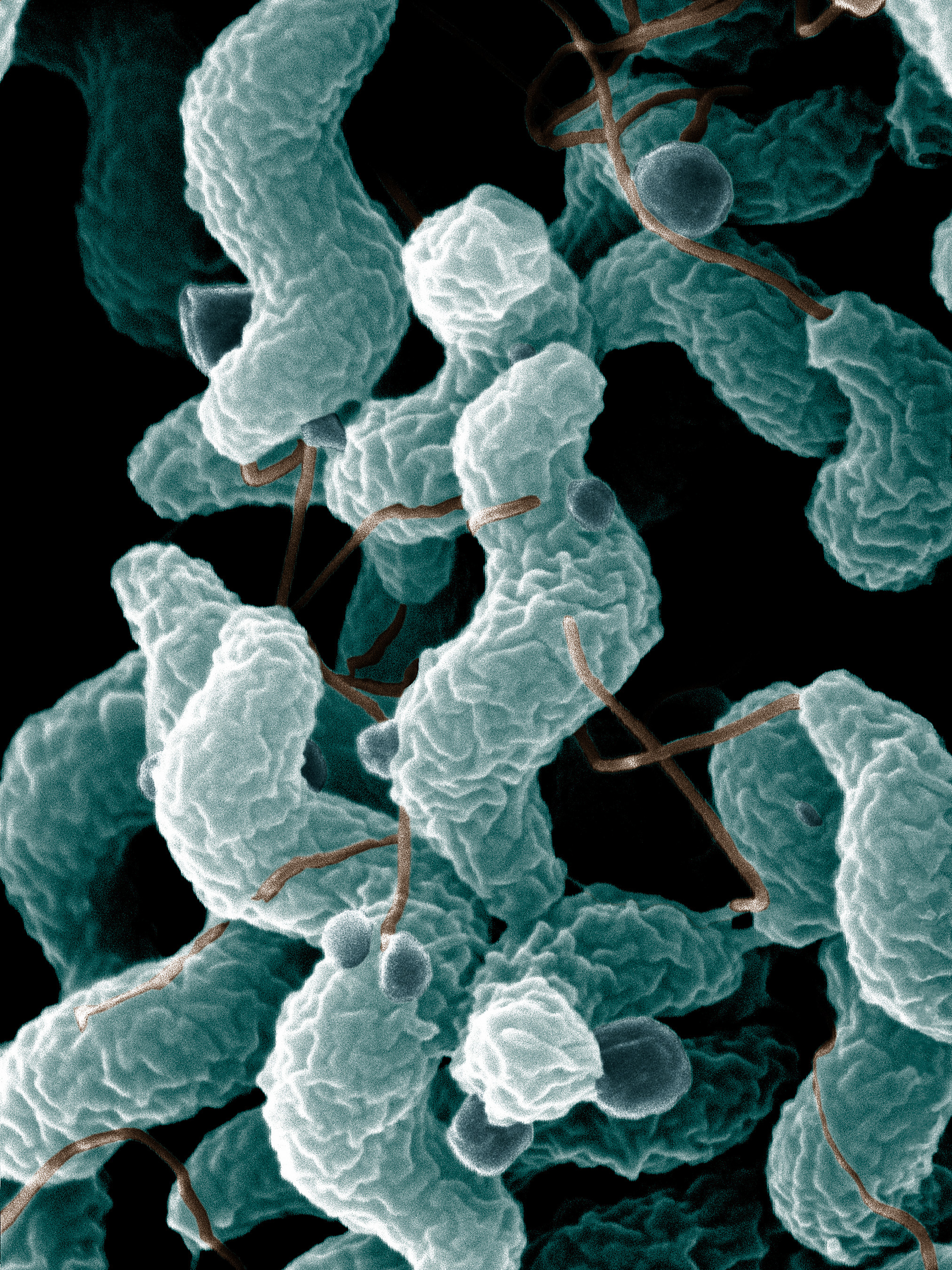
Campylobacter jejuni (Proteobacteria)
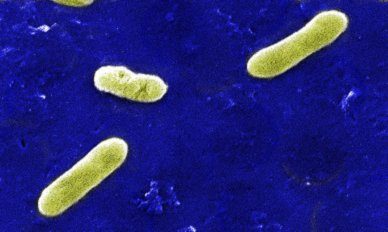
Bordetella bronchiseptica (Proteobacteria)
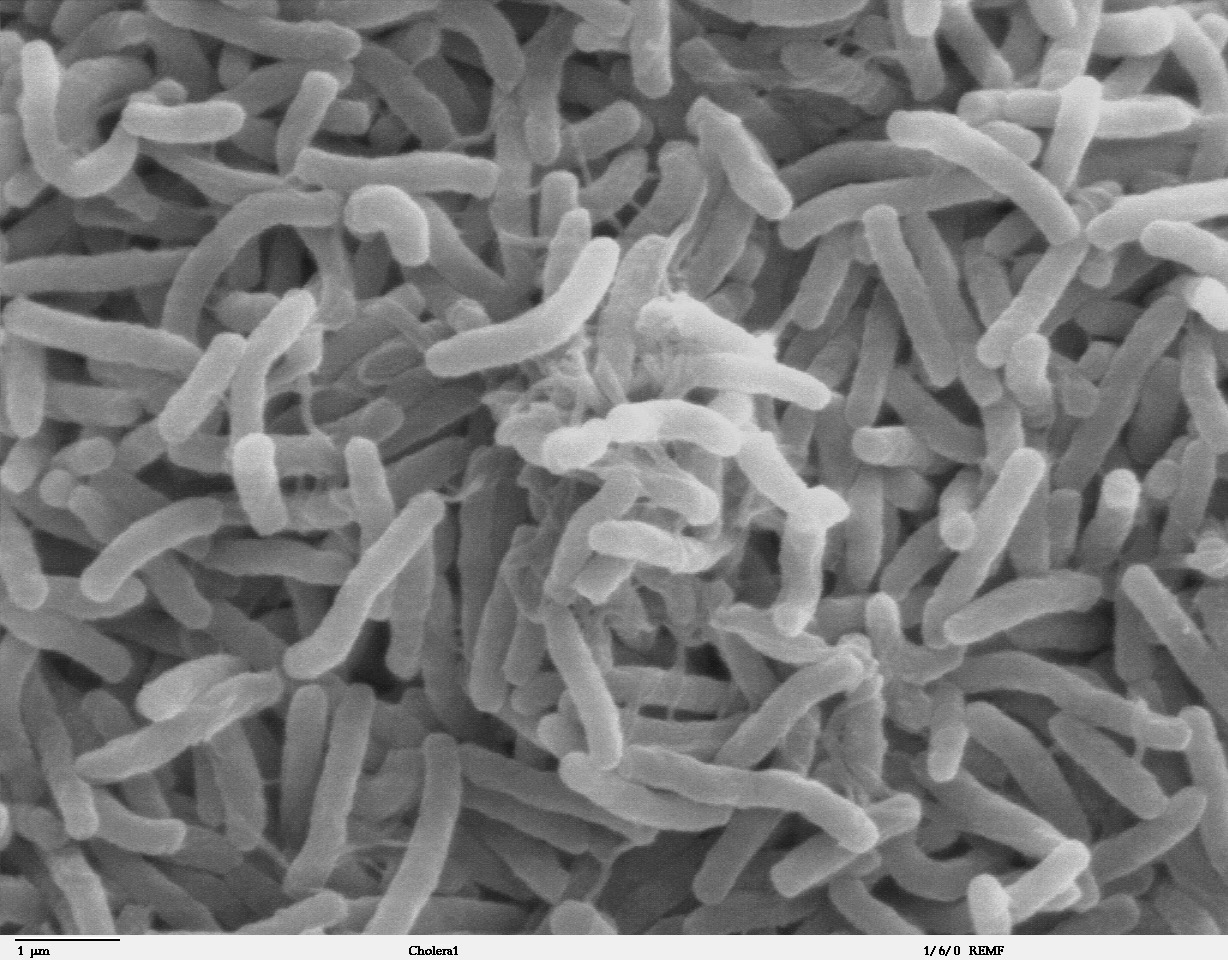
Vibrio cholerae (Proteobacteria)
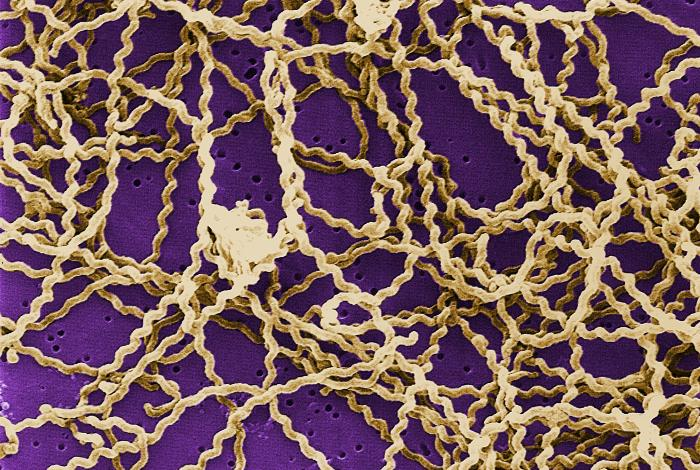
Leptospira spp. (Spirochaetes)
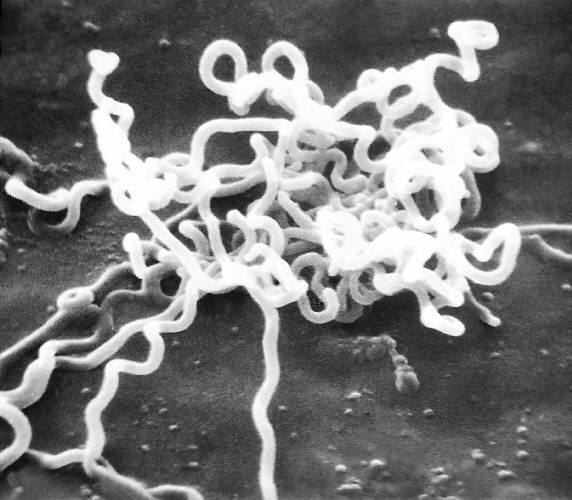
Treponema pallidum (Spirochaetes)